# Восточный промышленный район (Казань)

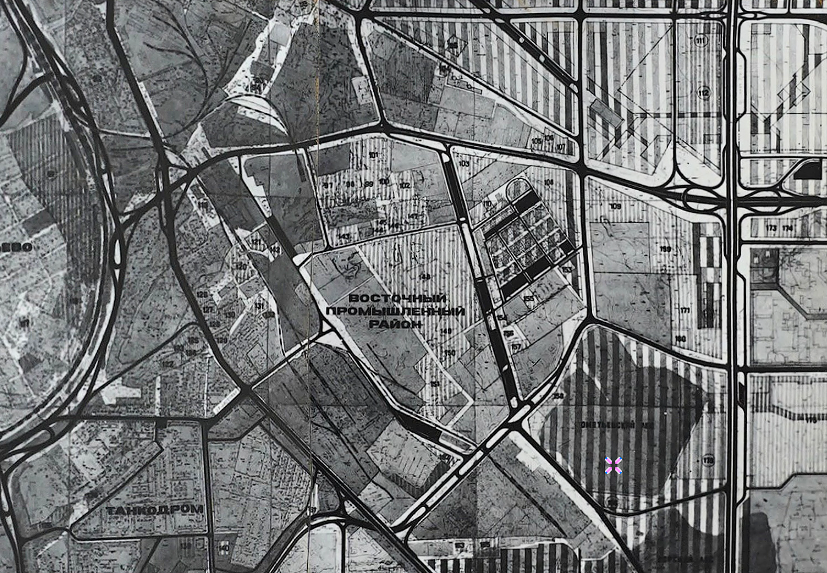
Восточный промышленный район на карте проекта планировки северо-восточной части Казани (фрагмент), 1980-е годы (из архива С. П. Саначина)

Восточный промышленный район — крупная промышленная зона в Советском районе Казани, которая в постсоветский период стала более известна как промзона на улицах Аделя Кутуя и Родины. Зачатки этой промзоны стали формироваться в 1930-е годы, но полноценное развитие она получила в 1960-е — 1980-е годы. Основная специализация Восточного промышленного района Казани — производство строительных материалов. Начиная с 2010-х годов эта территория теряет производственный статус, постепенно превращаясь в район многоэтажной жилой застройки.

## Территориальное расположение
Восточный промышленный район расположен к востоку от центра Казани (отсюда его название), на территории Советского района. В 1960-е — 2000-е годы территория этой промзоны ограничивалась: на севере — границей жилой застройки вдоль старого Вознесенского тракта (с 1964 года — улицы Аделя Кутуя) и территорией бывшего аэропорта Казань-2; на западе — улицами Гвардейской и Рихарда Зорге, а также  районом жилой застройки вдоль восточных участков улиц Даурской и Отрадной; на юге — Горкинским и Ометьевским лесом; на востоке — малоэтажной жилой застройкой посёлка Дальний. К указанной промзоне также принято относить находящуюся восточнее этого посёлка территорию расположения Пассажирского автотранспортного предприятия № 2 (ПАТП-2) и районной котельной «Азино».

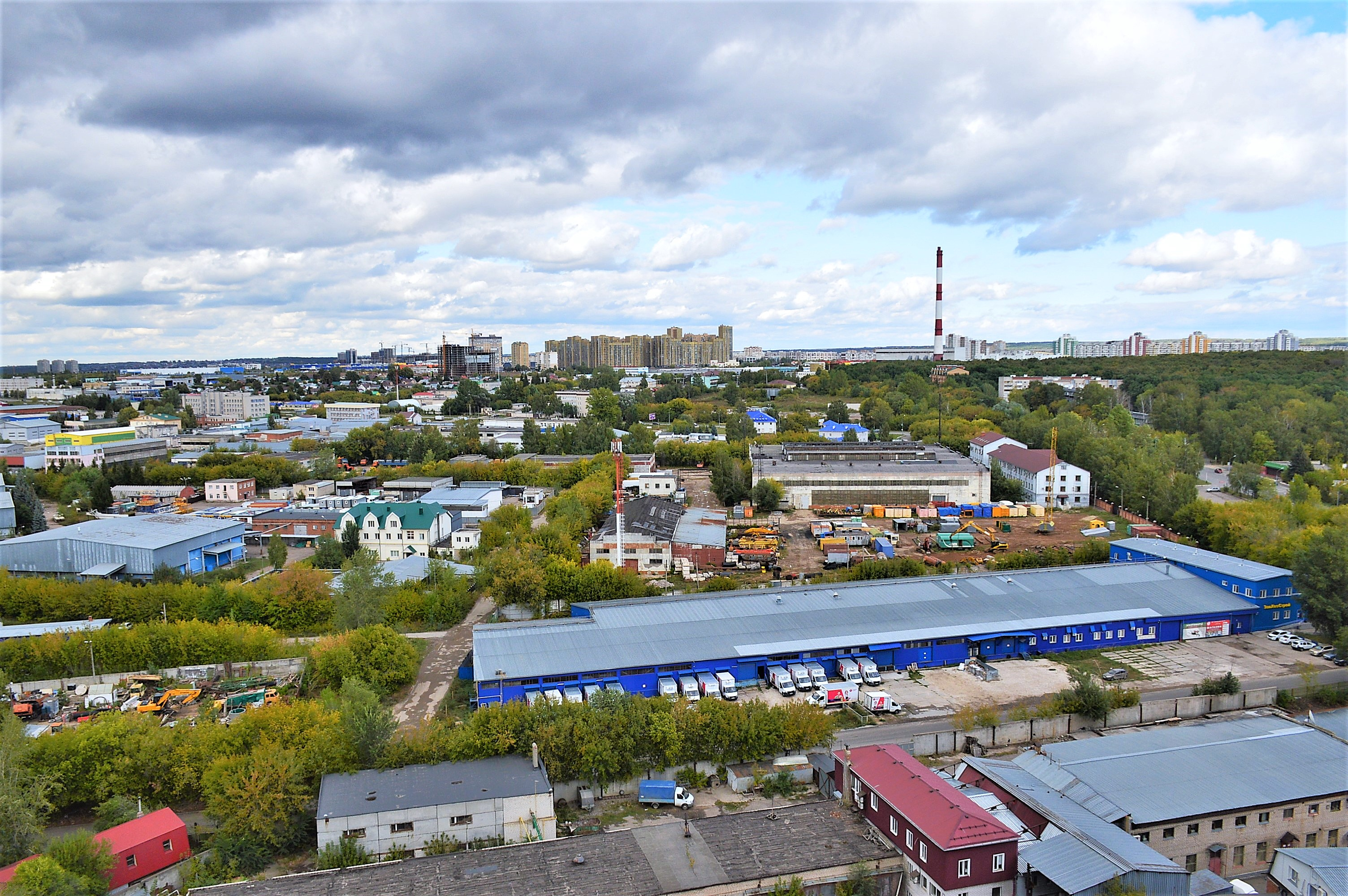
Вид на промзону со стороны жилого комплекса «Родина» в 2021 году
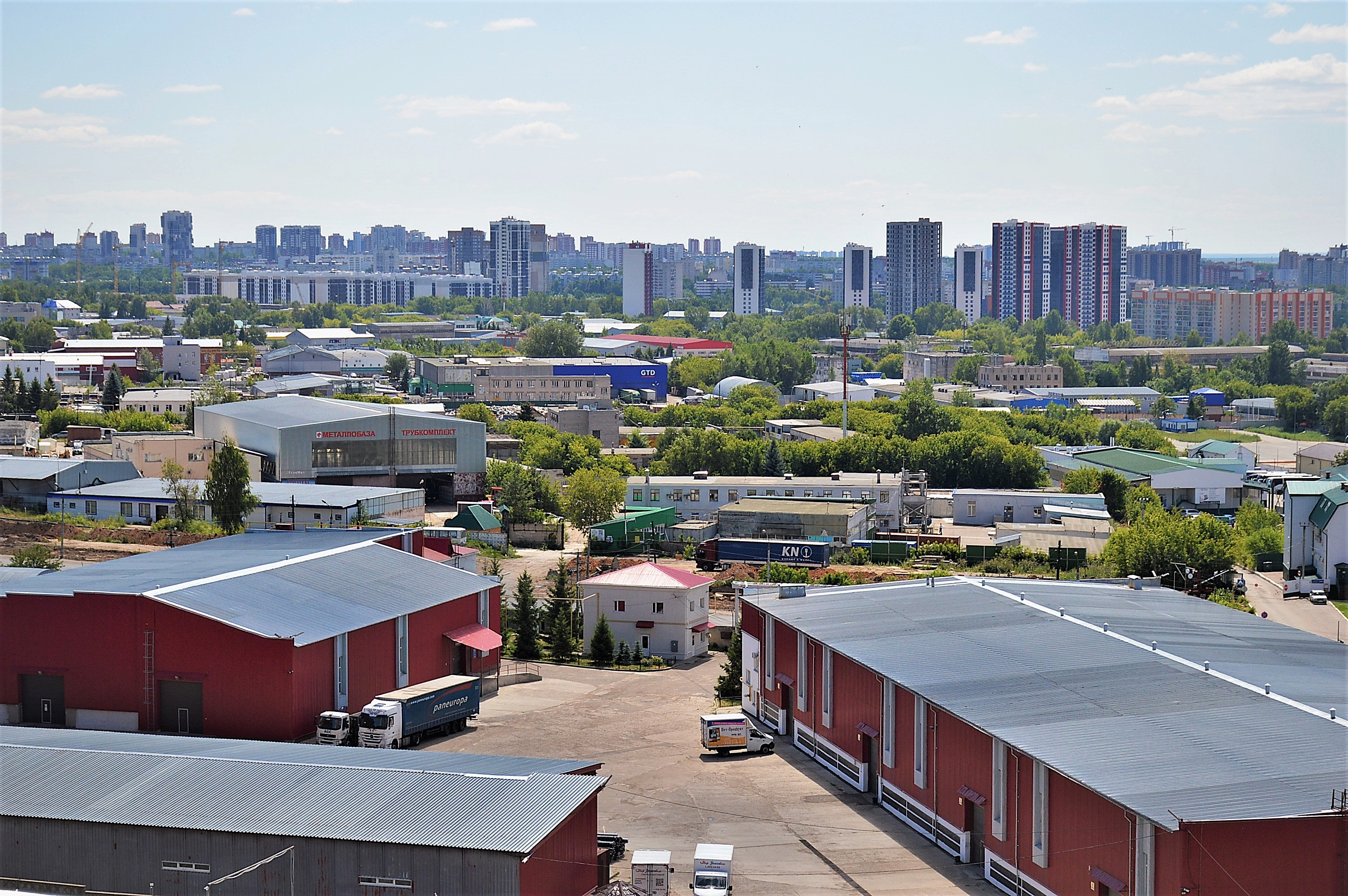
Вид на промзону со стороны жилого комплекса «Паруса» в 2021 году
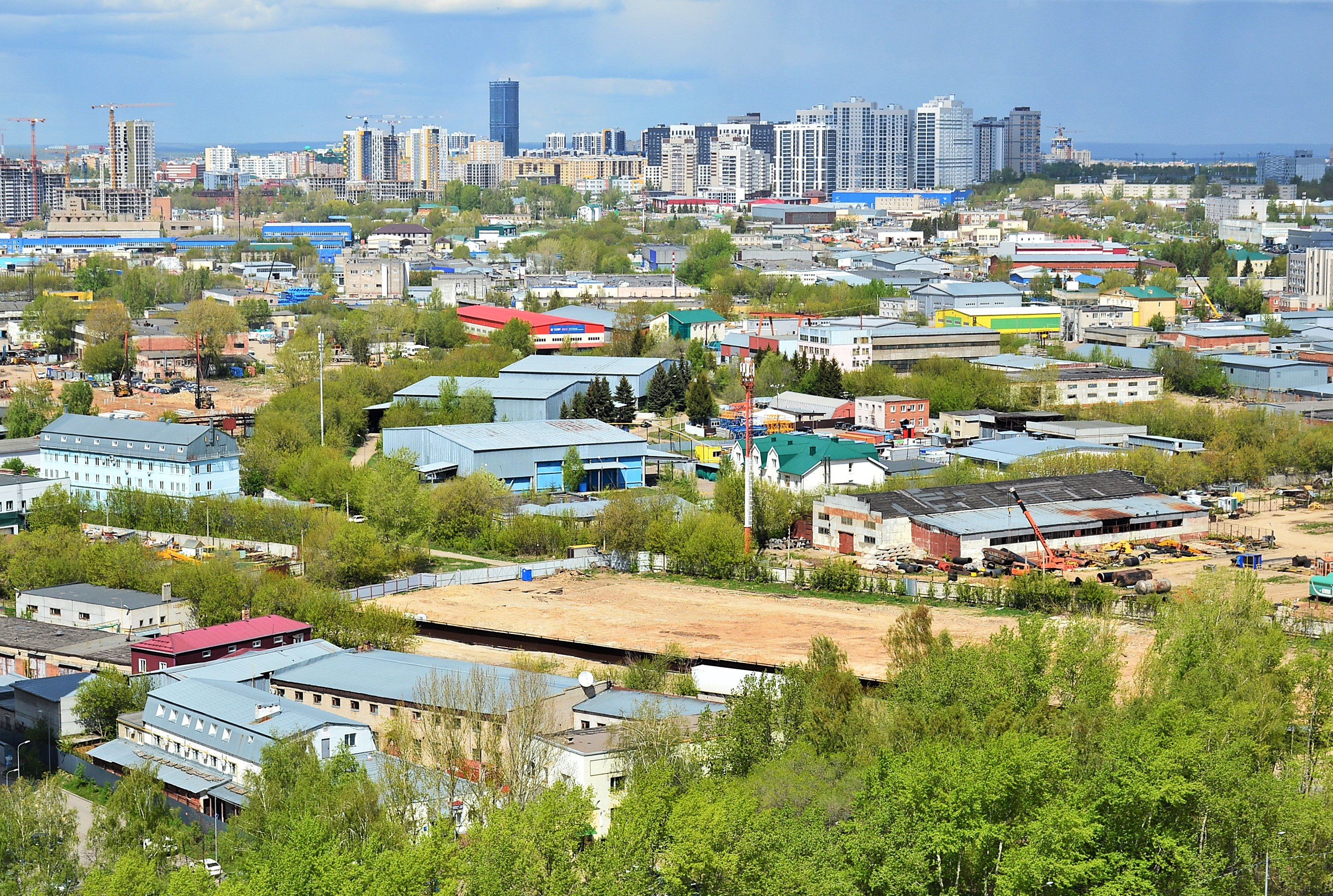
Вид на промзону со стороны жилого комплекса «Новые Горки» в 2022 году
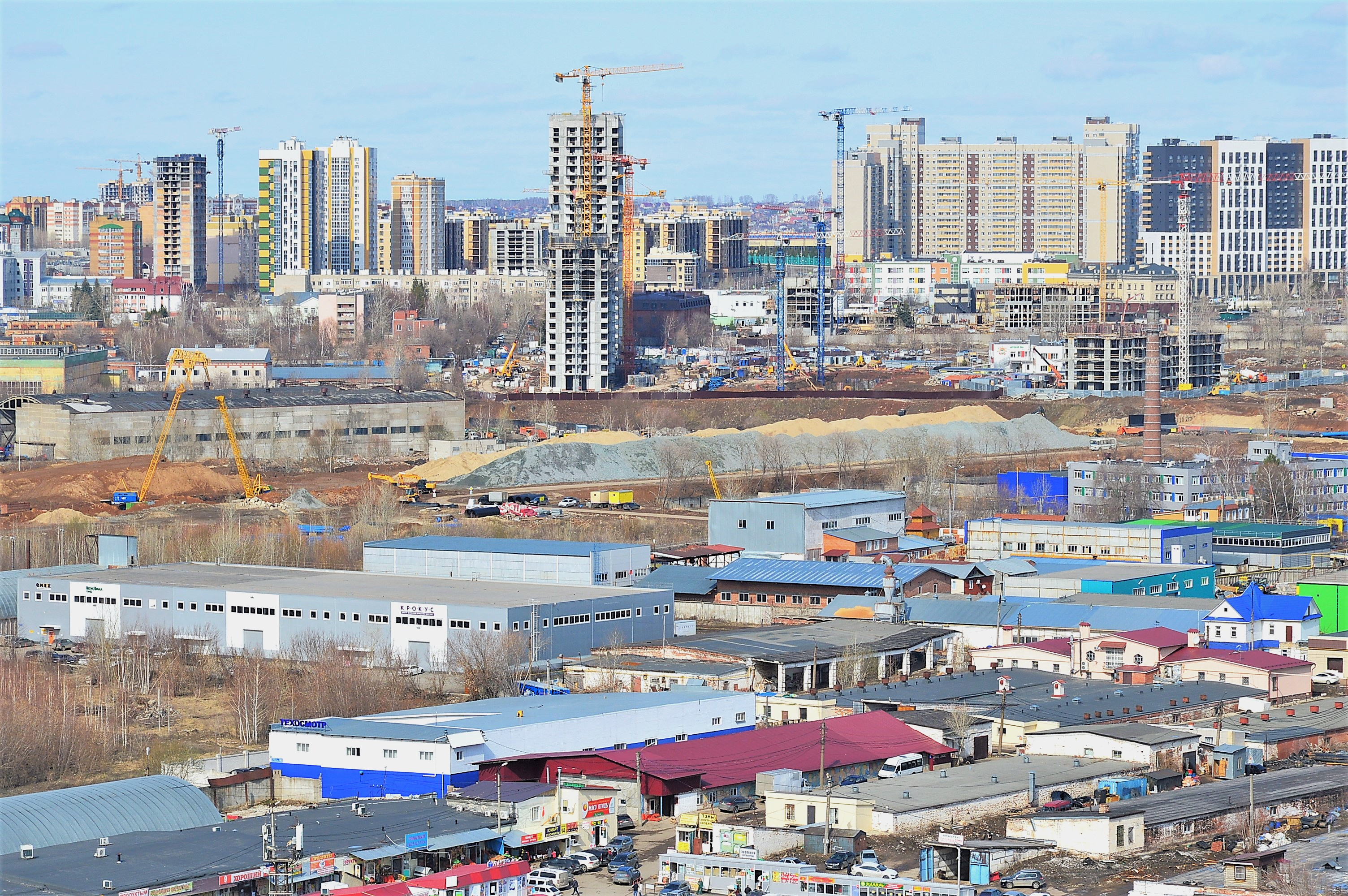
Вид на промзону со стороны жилого комплекса «Легенда» в 2022 году
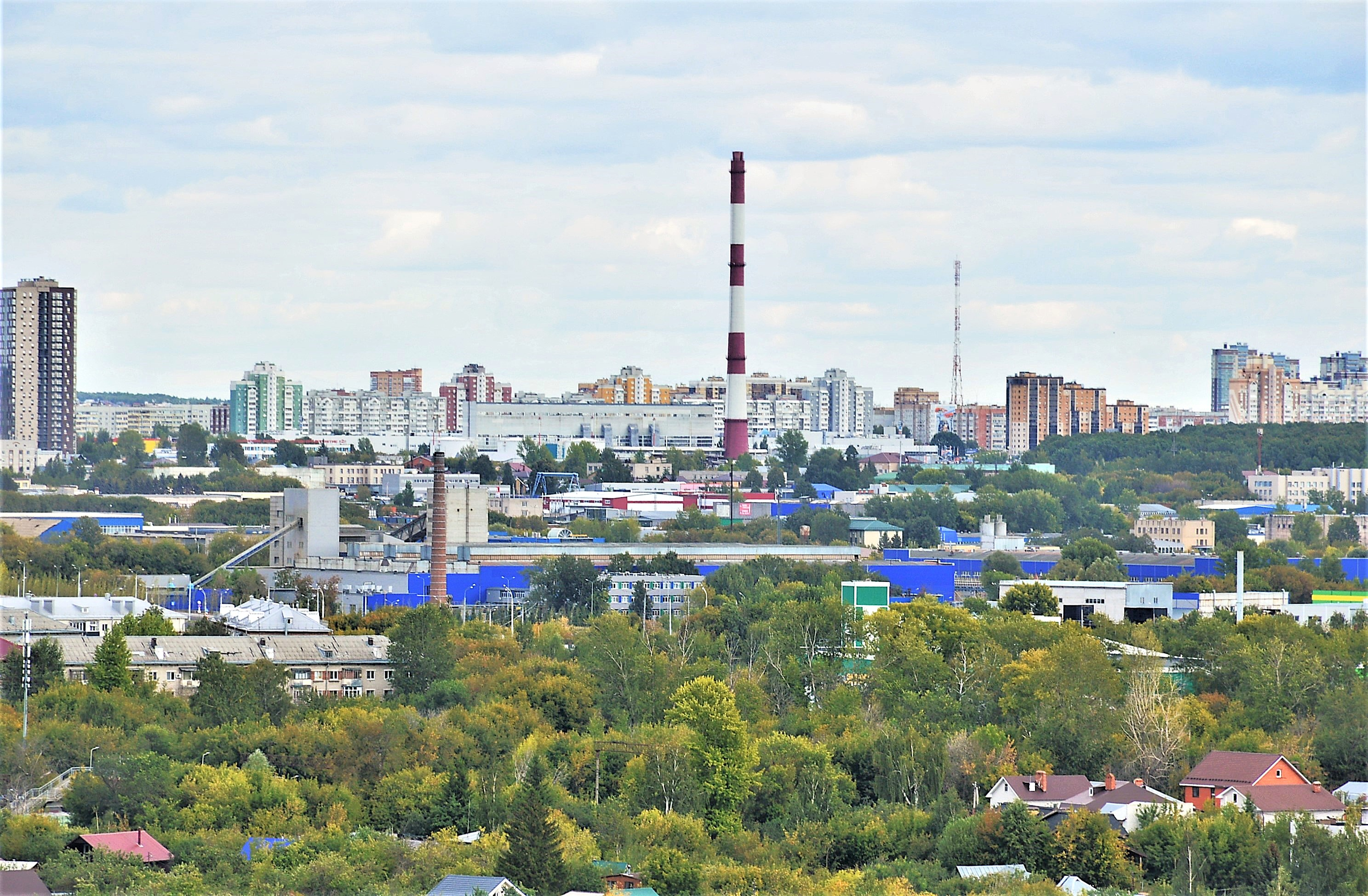
Вид на промзону со стороны посёлка Калуга в 2023 году
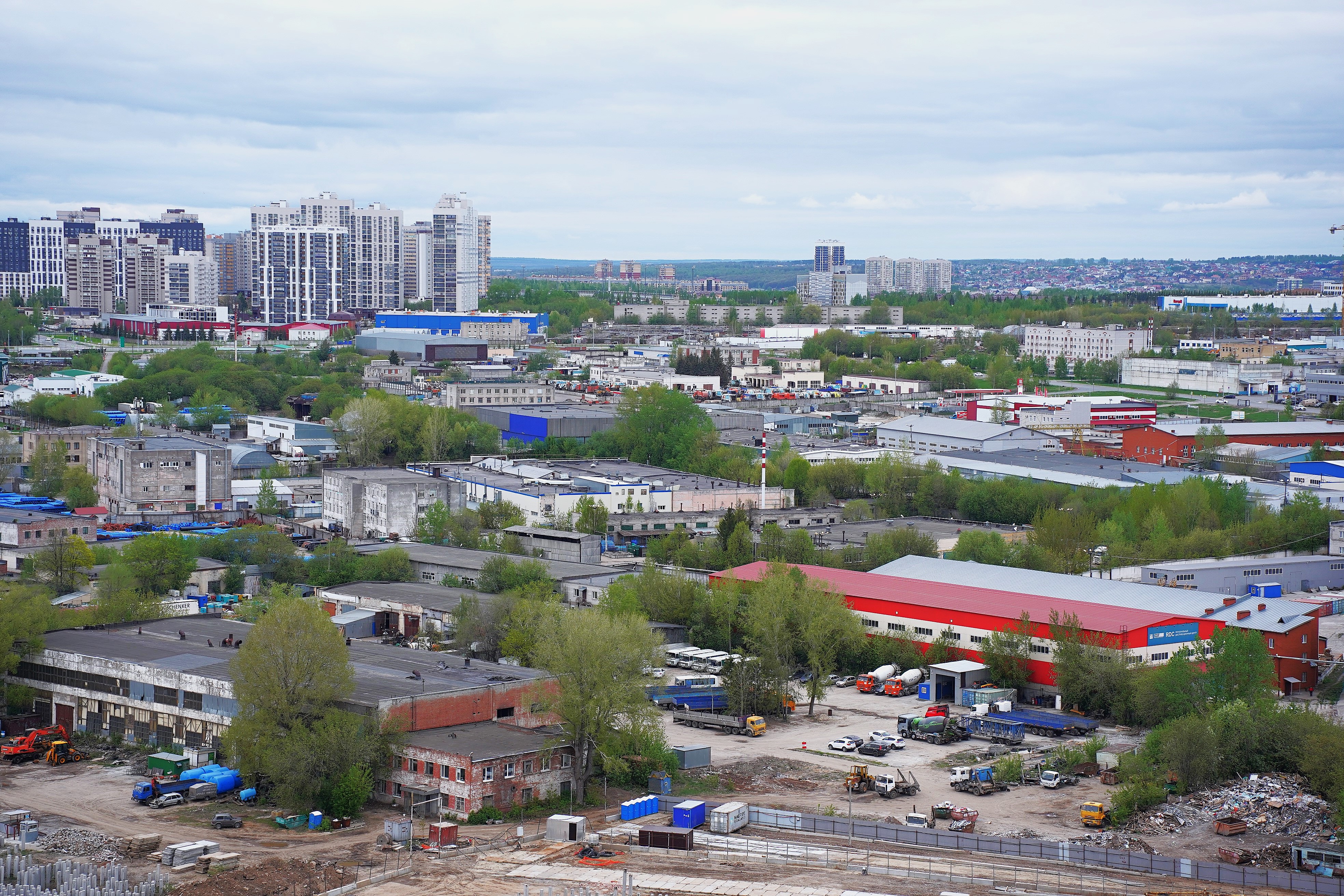
Вид на промзону со стороны жилого комплекса «Родина» в 2024 году

## История развития промзоны

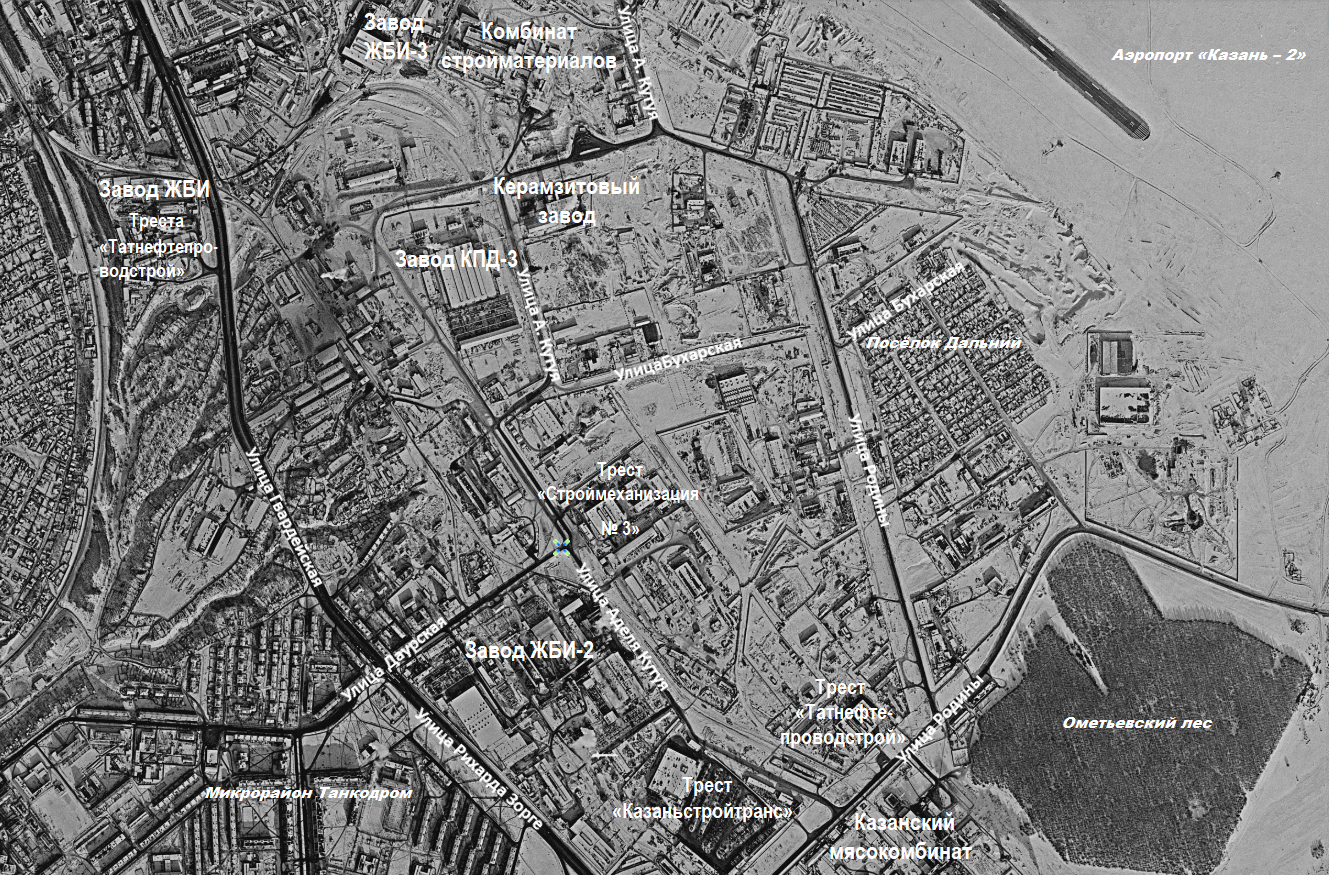
Восточный промышленный район в 1984 году

Первое предприятие вдоль старого Вознесенского тракта появилось в 1920-е годы (тогда эти земли в основном находилась в пользовании жителей пригородного села Аметьево, которое в 1933 году вошло в состав Казани). Это был кирпичное производство, находившееся в районе нынешних улиц Аделя Кутуя и Седова. В середине 1920-х годов оно именовалось Кирпичным заводом с адресацией: Клыковская стройка, 14, а по состоянию на 1934 год — Кирпично-силикатным заводом Камстройматреста № 1 с адресацией: Вознесенский тракт (на карте Казани 1930 года это предприятие указано как Кирпичный завод). В течение 1930-х годов этот завод вырос в размерах, значительно увеличив мощность производства. По состоянию на 1940 год он назывался Кирпичным комбинатом «Строитель» и специализировался на выпуске красного кирпича.  
Впрочем, в довоенный период никакого дальнейшего промышленного развития этих территорий не предусматривалось. Во второй половине 1930-х годов ленинградским филиалом «Гипрогор» был разработан генеральный план так называемой «Большой Казани». Согласно этому документу, предполагалось, что в Молотовском районе Казани, в состав которого в этот период вошла территория будущей промзоны, никаких промышленных предприятий не будет, так как этот район, наряду с Бауманским, рассматривался как территория расположения вузов, клиник, научно-исследовательских учреждений и жилой застройки. При обсуждении 16 марта 1938 года членами Пленума Казанского городского совета проекта указанного генплана было принято следующее решение: «Учитывая, что существующие на восточной окраине города аэродром гражданской авиации и кирпичный комбинат «Строитель» не дают дальнейшего роста города и нарушают его компактность, пленум считает необходимым и обязательным вынос аэродрома и комбината «Строитель» (последний через 5—6 лет) на другие территории». Великая Отечественная война (1941—1945) помешала реализации данного варианта генплана Казани, а в послевоенный период приоритеты развития многих территорий города изменились. 
В 1960-е годы начинается формирование новой промзоны города, которая в архитектурно-планировочных документах стала называться Восточным промышленным районом. Здесь появляются новые предприятия, преимущественно строительной отрасли, что и предопределило отраслевую специфику данной промзоны. 
Главной транспортной артерией внутри промзоны стала улица Аделя Кутуя, которая от территории старого аэропорта Казань-2 повернула на юг и, извиваясь в нескольких местах, достигла улицы Родины. Вдоль последней в 1960—1965 годах был построен новый производственный комплекс Казанского мясокомбината (ул. Родины, 33Б) — единственного крупного предприятия пищевой промышленности на территории данной промзоны (мясокомбинат прекратил существование в 2012 году). В 1970-е годы улица Родины удлинилась в северо-восточном направлении, обогнув Ометьевский лес и уйдя в сторону будущего жилого района Азино; также в этот период она получила магистральный участок в северном направлении, пройдя рядом с жилой застройкой посёлка Дальний и достигнув улиц Бухарской и Аделя Кутуя. Именно эти две улицы — Аделя Кутуя и Родины — сформировали дорожно-транспортный каркас Восточного промышленного района. Также в 1970-е годы появилась магистральная дорога по улице Рихарда Зорге, которая вместе с улицами Родины и Даурской обеспечила полноценную транспортную связь промзоны с остальной территорией Казани.
Железнодорожное сообщение осуществлялось через ветку с несколькими ответвлениями, отходящую от станции «Ометьево», расположенной на Южном внутригородском железнодорожном ходе. Ещё до Великой Отечественной войны была построена железнодорожная ветка к Кирпичному комбинату «Строитель». В 1960-е годы от неё была построена ветка в южном направлении, доходившая до Казанского мясокомбината и имевшая ответвление до Завода железобетонных изделий № 2 (ЖБИ-2). Позже были построены железнодорожные ответвления к Заводу железобетонных изделий № 3 (ЖБИ-3) и к Заводу крупнопанельного домостроения № 3 (с 2012 года — Казанский ДСК). 

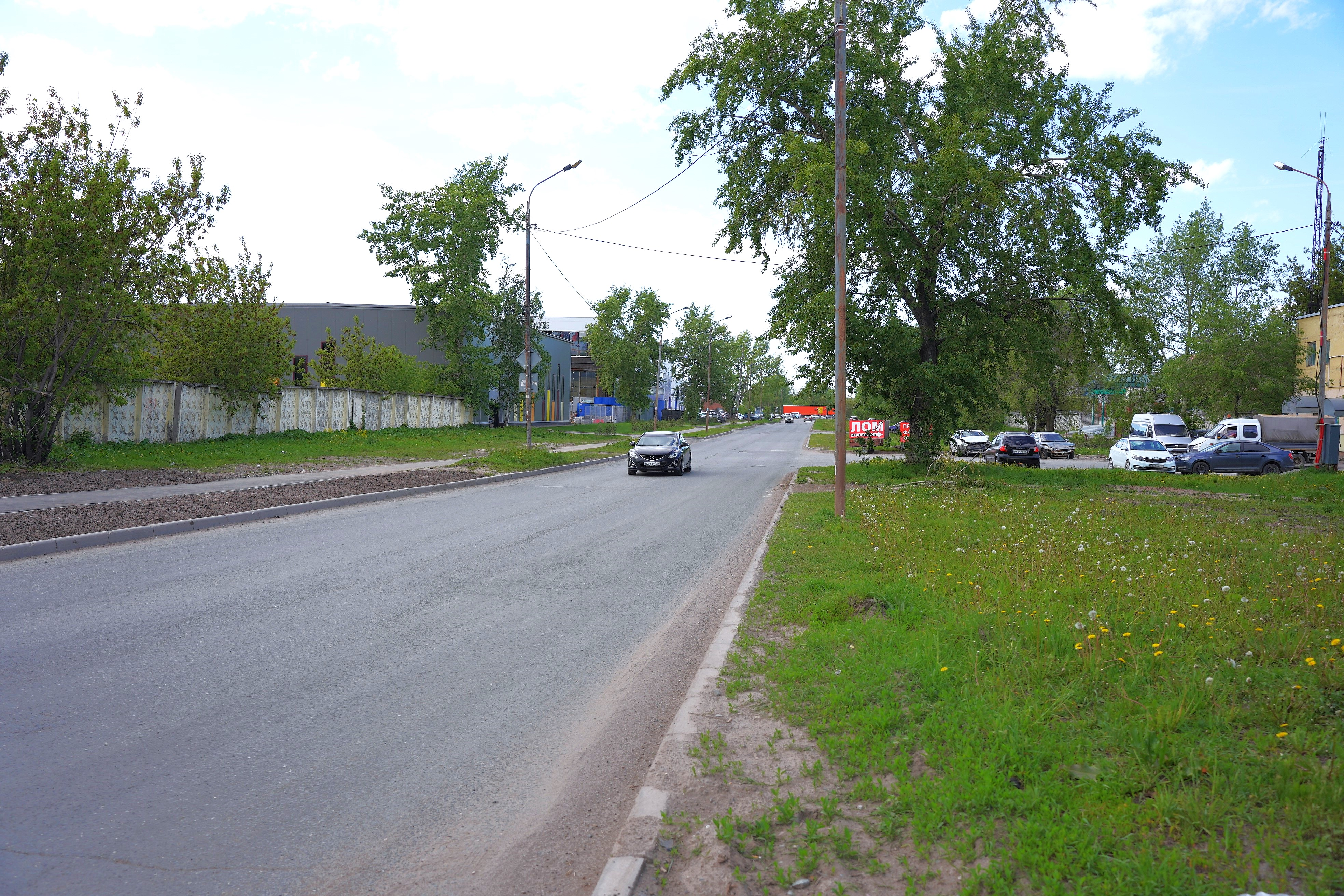
Улица Аделя Кутуя на территории промзоны
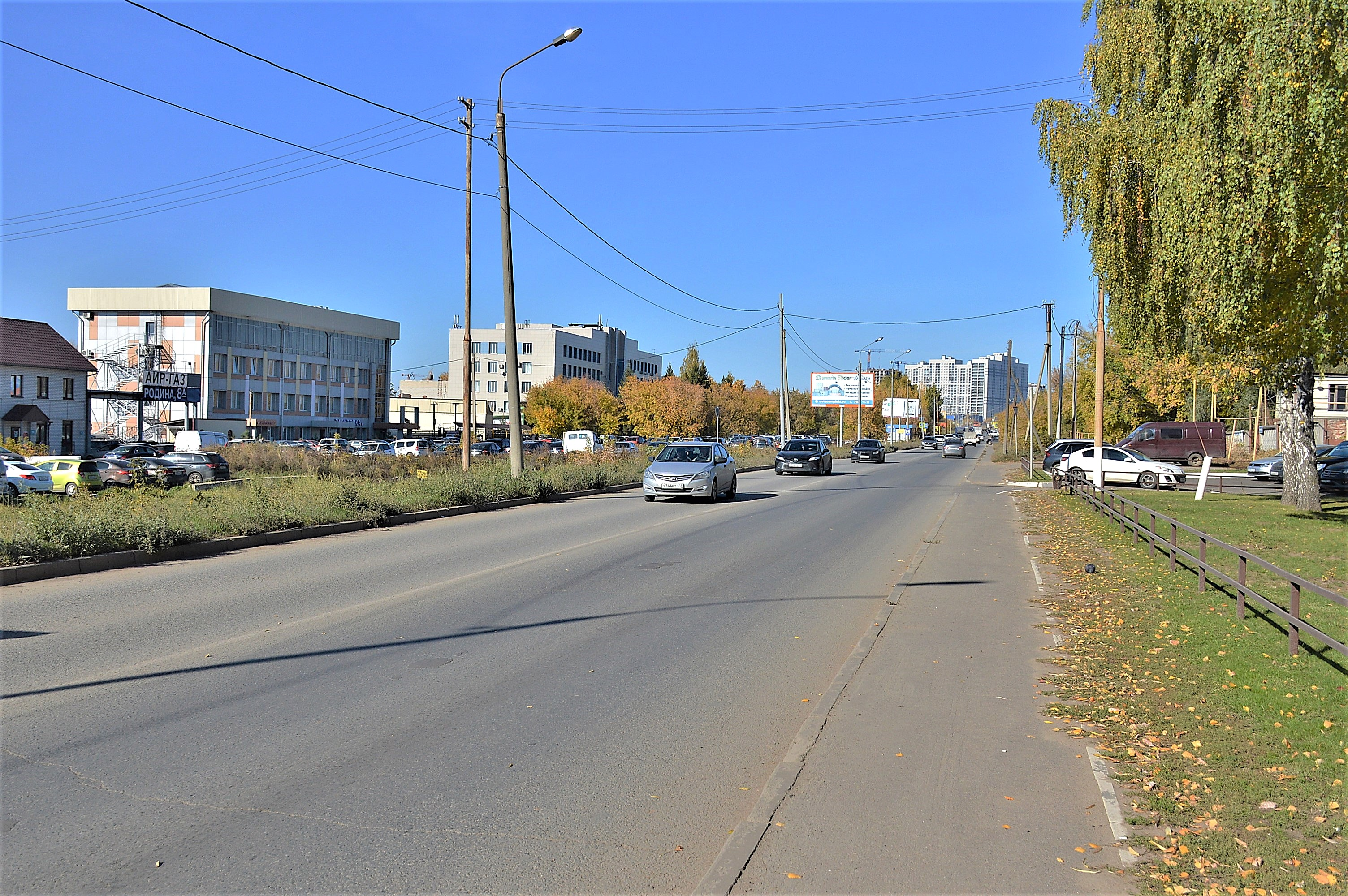
Улица Родины на территории промзоны
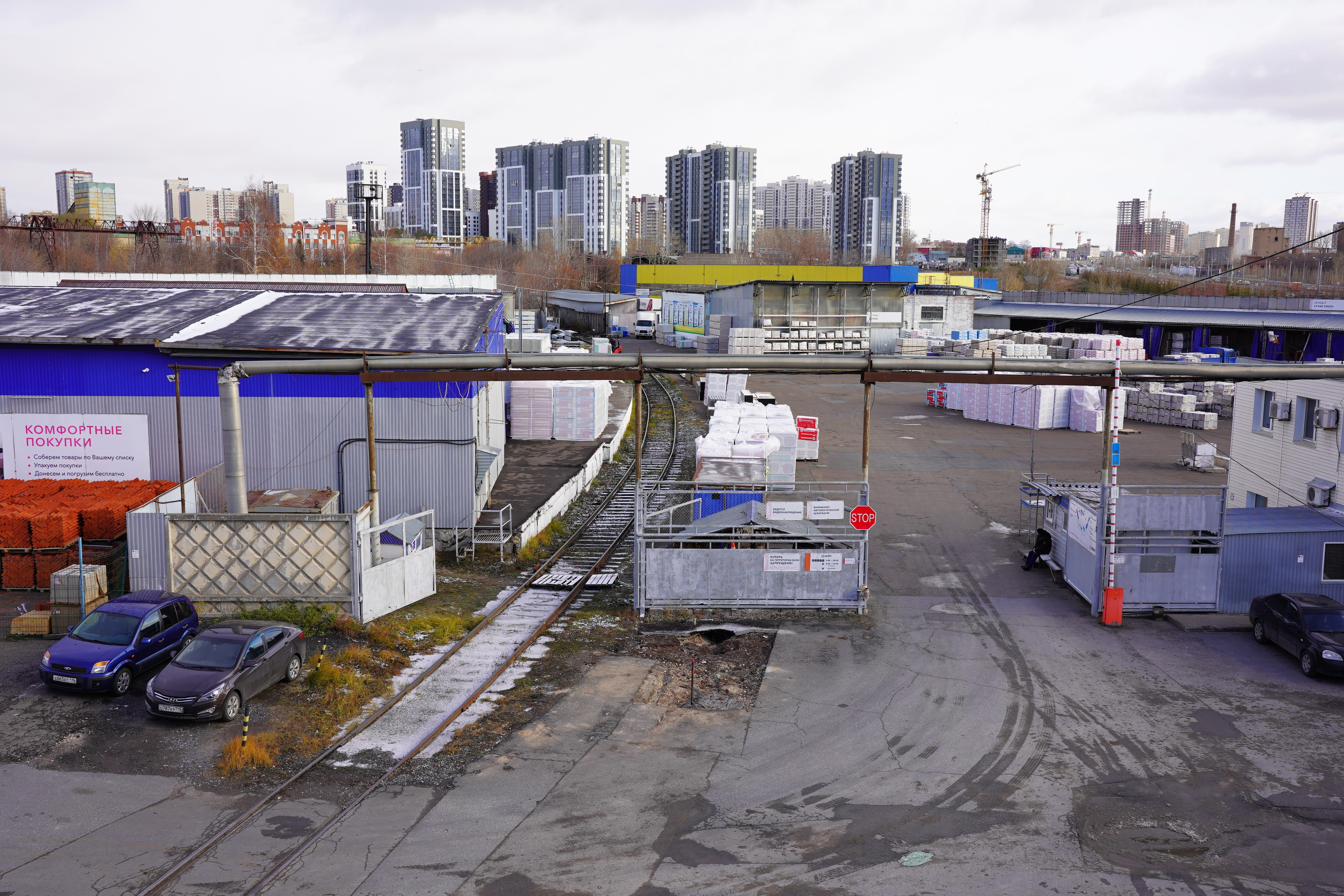
Железнодорожная ветка, идущая от станции Ометьево к заводу ЖБИ-3 и Казанскому ДСК
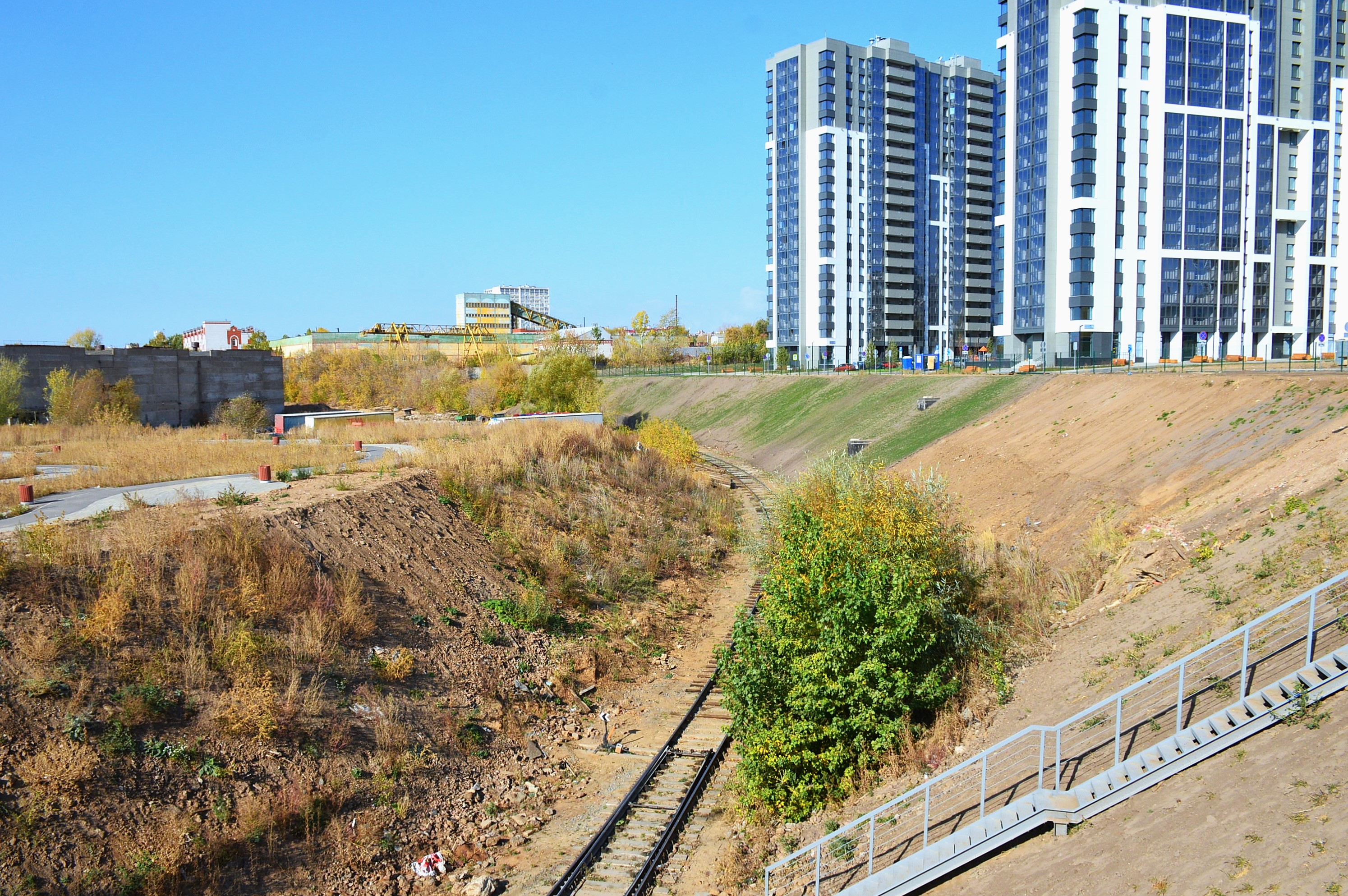
Участок железнодорожной ветки около Казанского ДСК
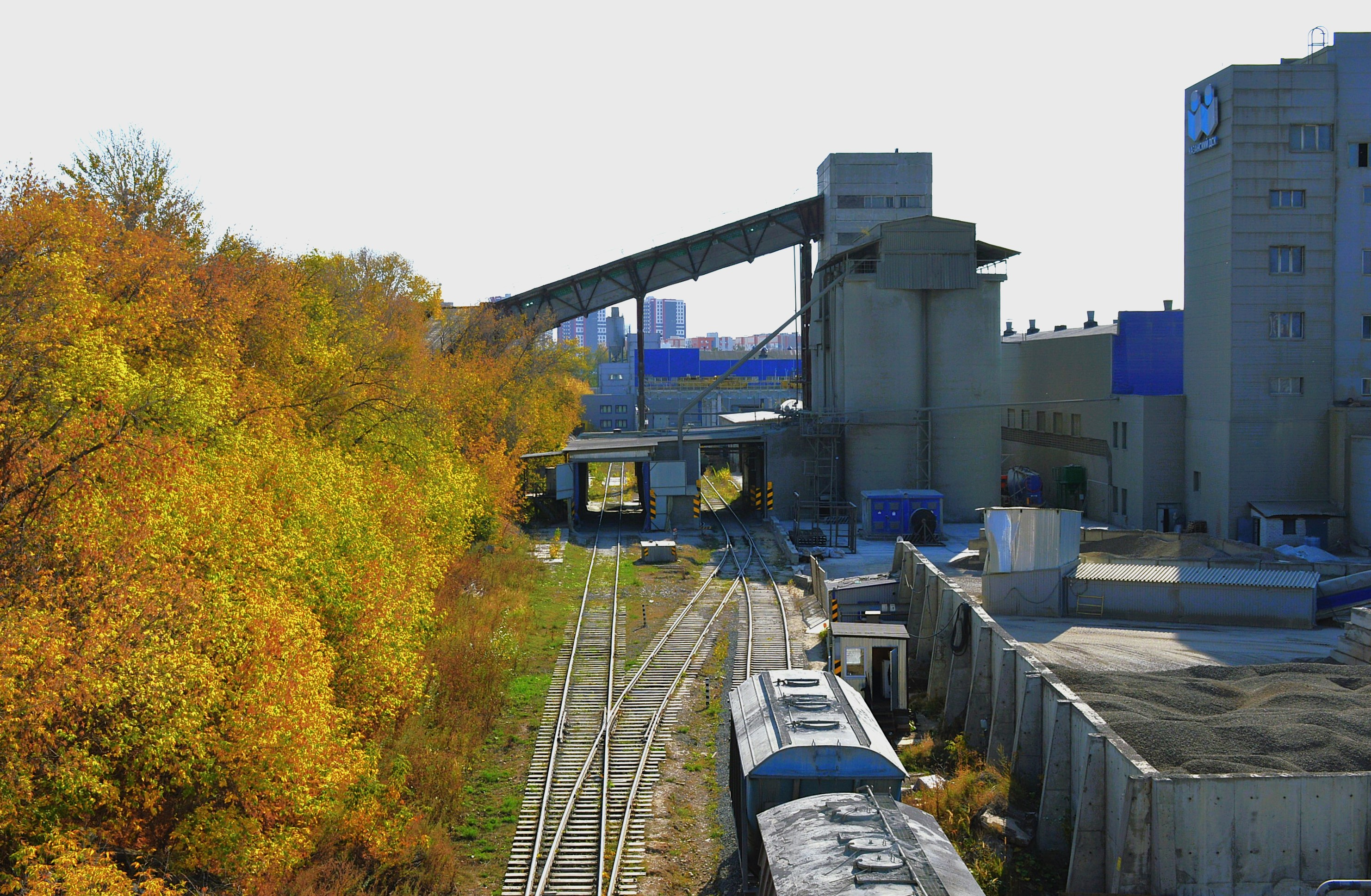
Железнодорожные пути на территории Казанского ДСК
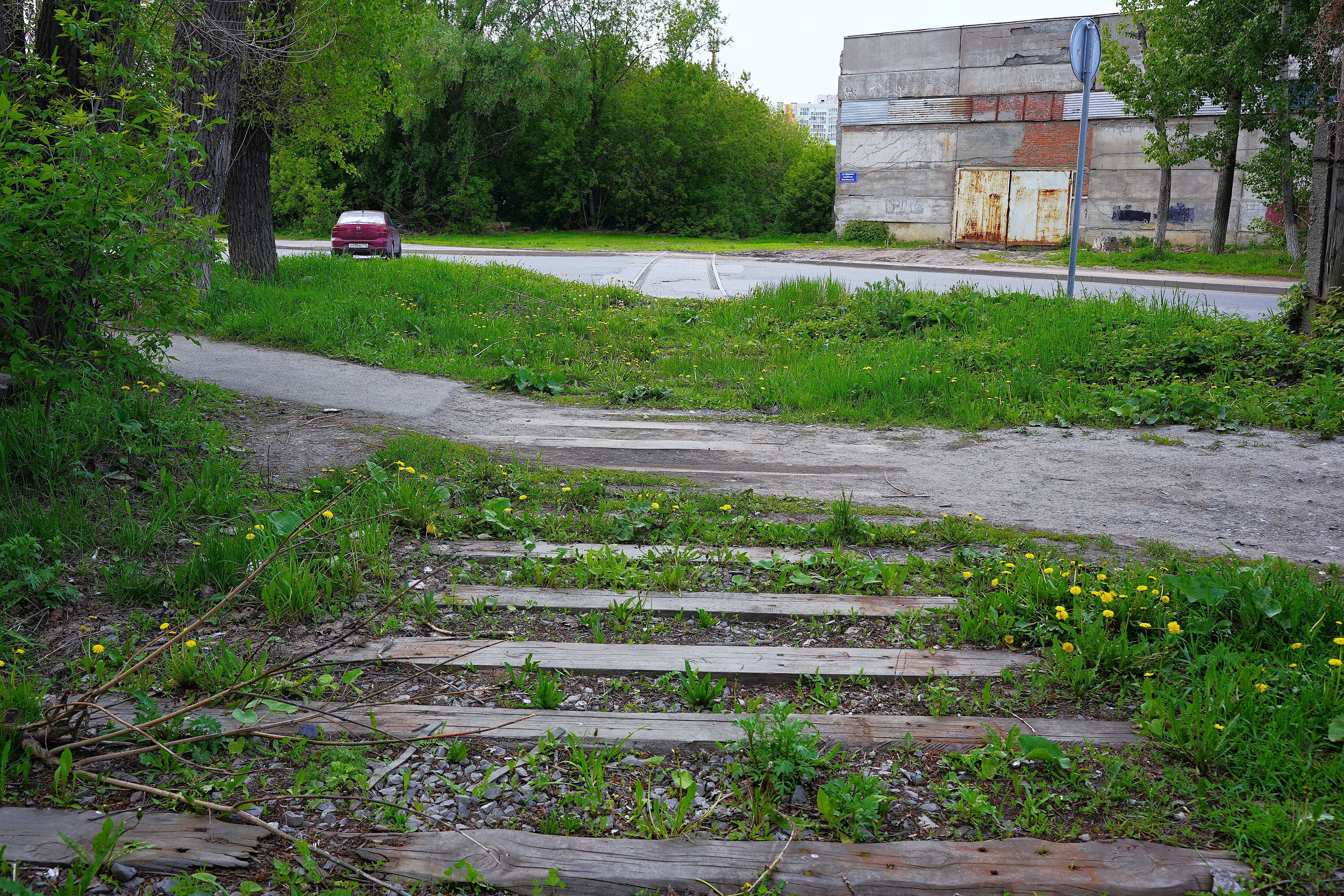
Остатки железнодорожной ветки, которая в прошлом вела к Казанскому мясокомбинату

В 1970 году было создано Главное управление по строительству в Татарской АССР («Главтатстрой»). В состав данного объединения вошли шесть общестроительных трестов, пять специализированных трестов, 13 предприятий стройиндустрии, три профтехучилища, учебный комбинат, центральная строительная лаборатория.   
В числе предприятий, находившихся в структуре «Главтатстроя», был Кирпичный комбинат «Строитель», преобразованный к тому времени в Казанский комбинат строительных материалов (ул. Аделя Кутуя, 86).
Рядом с ним в 1970-е годы появились производственные мощности Завода железобетонных изделий № 3 (ул. Седова, 2 корп. 2). Это предприятие было создано в 1947 году на базе треста № 40, в 1953—1986 годах входило в состав строительно-монтажного треста № 2, в 1986—1988 годах — треста «Промстройматериалы», с 1988 года находилось в прямом подчинении «Главтатстроя», а в 1993 году было преобразовано в самостоятельное предприятие — ОАО «Завод ЖБИ-3».
К западу от завода ЖБИ-3 ещё в 1960-х годах появилось Автотранспортное предприятие № 3 Таттрансуправления (ул. Седова, 2). Позже оно было преобразовано в Казанское производственное объединение грузового автотранспорта № 3 (КПОГАТ-3), которое в постсоветский период преобразовалось в ОАО. В конце 1990-х годов ОАО «КПОГАТ-3» запустило в городе первый частный автобусный маршрут, а в 2010-е годы это предприятие перешло под контроль ООО «Байлык № 3», также занимающееся автобусными перевозками.
В первой половине 1960-х годов был построен Завод железобетонных изделий № 2 (ЖБИ-2), производственные мощности которого разместились на пространстве между улицами Рихарда Зорге, Даурская и Аделя Кутуя (на момент возникновения предприятия указанных улиц вокруг него ещё не существовало). С момента своего появления этот завод входил в состав треста «Промстройматериалы», а с 1988 года подчинялся напрямую «Главтатстрою». Завод ЖБИ-2 проработал на указанной территории до 2000-х годов, после чего она поэтапно стала передаваться под жилую и коммерческую застройку (в 2007 году в Казани было зарегистрировано ООО «Завод ЖБИ-2», производственные мощности которого находятся на территории Южной промзоны, на улице Каучуковой, 7А). Память об этом некогда крупном предприятии сохраняется в названии автобусной остановки на улице Даурской — «Завод ЖБИ-2». 
Тогда же, в 1960-е годы, южнее ЖБИ-2 была построена производственная база треста «Казаньстройтранс» (ул. Родины, 26). Этот трест был создан в 1963 году, в его подчинении находился весь автотранспорт, обслуживавший строительные организации города.   
В 1970-е годы рядом с ЖБИ-2 были построены производственный комплекс треста «Строймеханизация № 3» (ул. Аделя Кутуя, 161) и Строительная производственная база № 1 (ул. Аделя Кутуя, 163). Под началом созданного в 1960-е годы треста «Строймеханизация № 3» были объединены все базы механизации, ранее находившиеся в составе общестроительных трестов. В постсоветский период эта организация как ООО «Строймеханизация № 3» входила в структуру ОАО «Татстрой» и прекратила существование в 2014 году. 
В середине 1970-х годов начал работу Казанский керамзитовый завод (ул. Аделя Кутуя, 153, корп. 1), прекративший деятельность в постсоветский период.    
Рядом с ним был построен и в 1977 году сдан в эксплуатацию Завод крупнопанельного домостроения № 3 (Завод КПД-3), являвшийся структурным подразделением Казанского домостроительного комбината (КДСК). С момента начала работы он стал специализироваться на выпуске крупнопанельных многосекционных жилых домов 90-й серии. С 2012 года завод КПД-3 называется Казанский ДСК (ул. Аделя Кутуя, 118 корп. 2). 

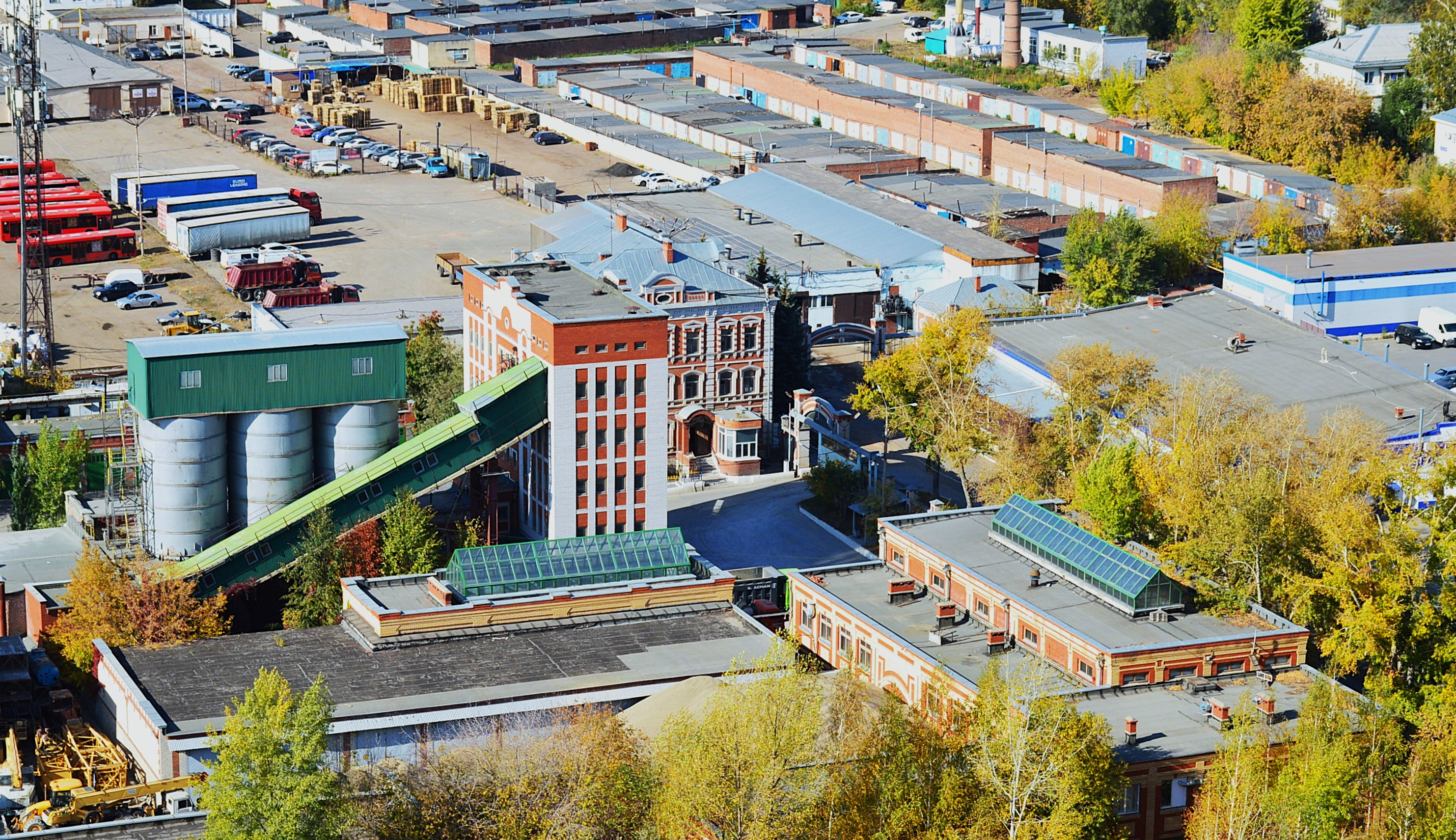
Завод ЖБИ-3
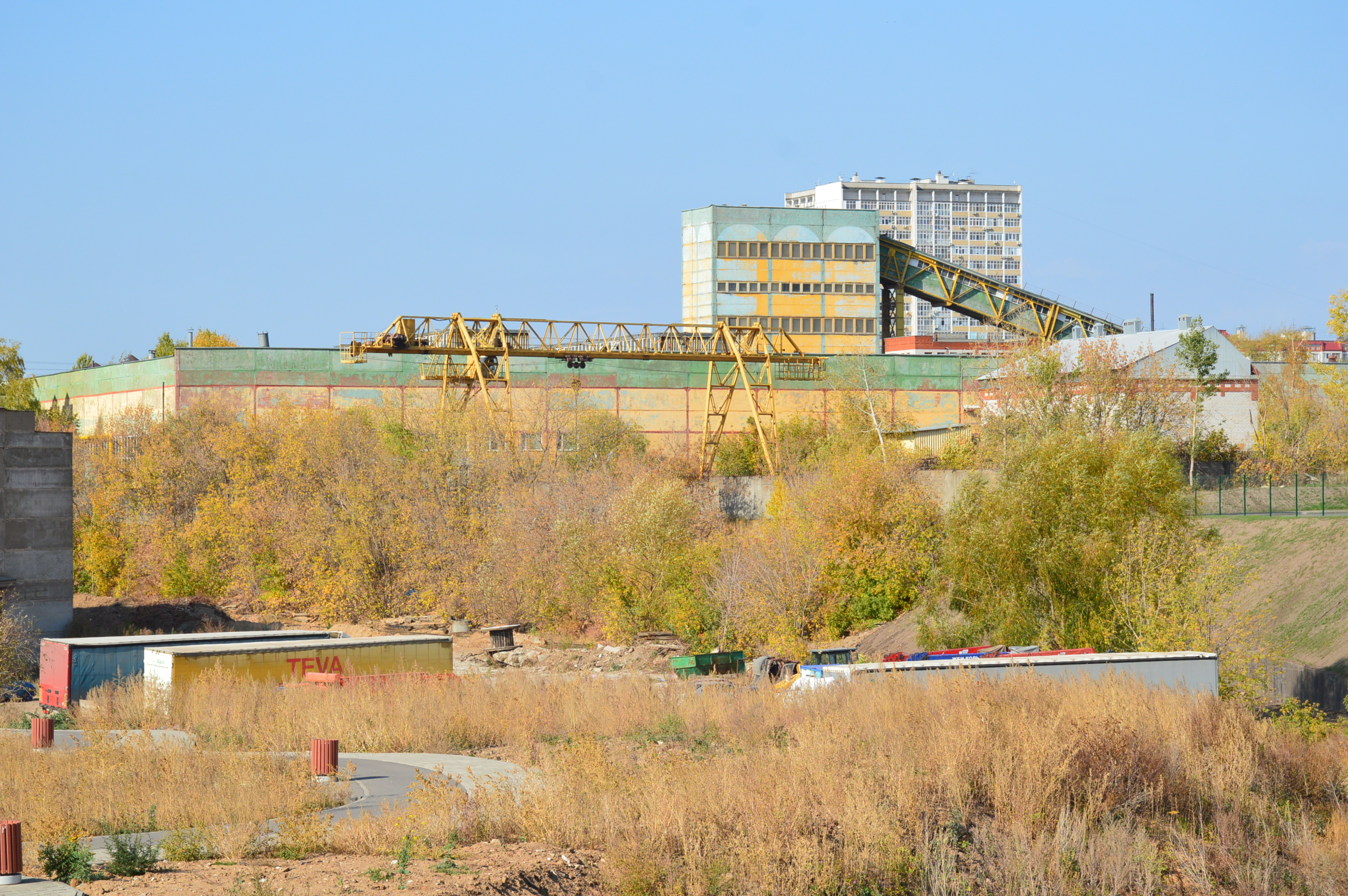
Один из производственных корпусов завода ЖБИ-3
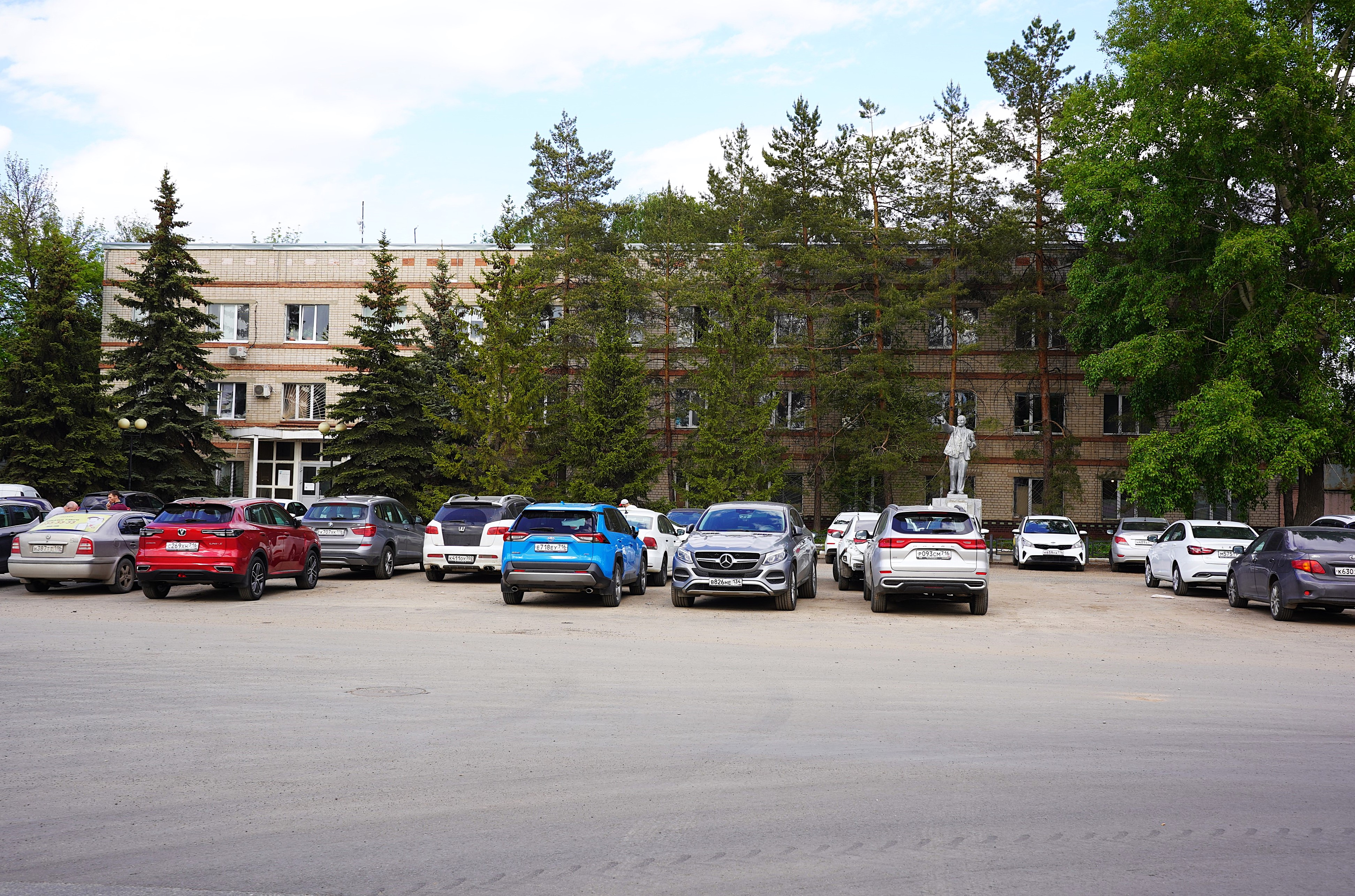
Офисное здание, в прошлом здесь размещалось управление треста «Строймеханизация № 3»
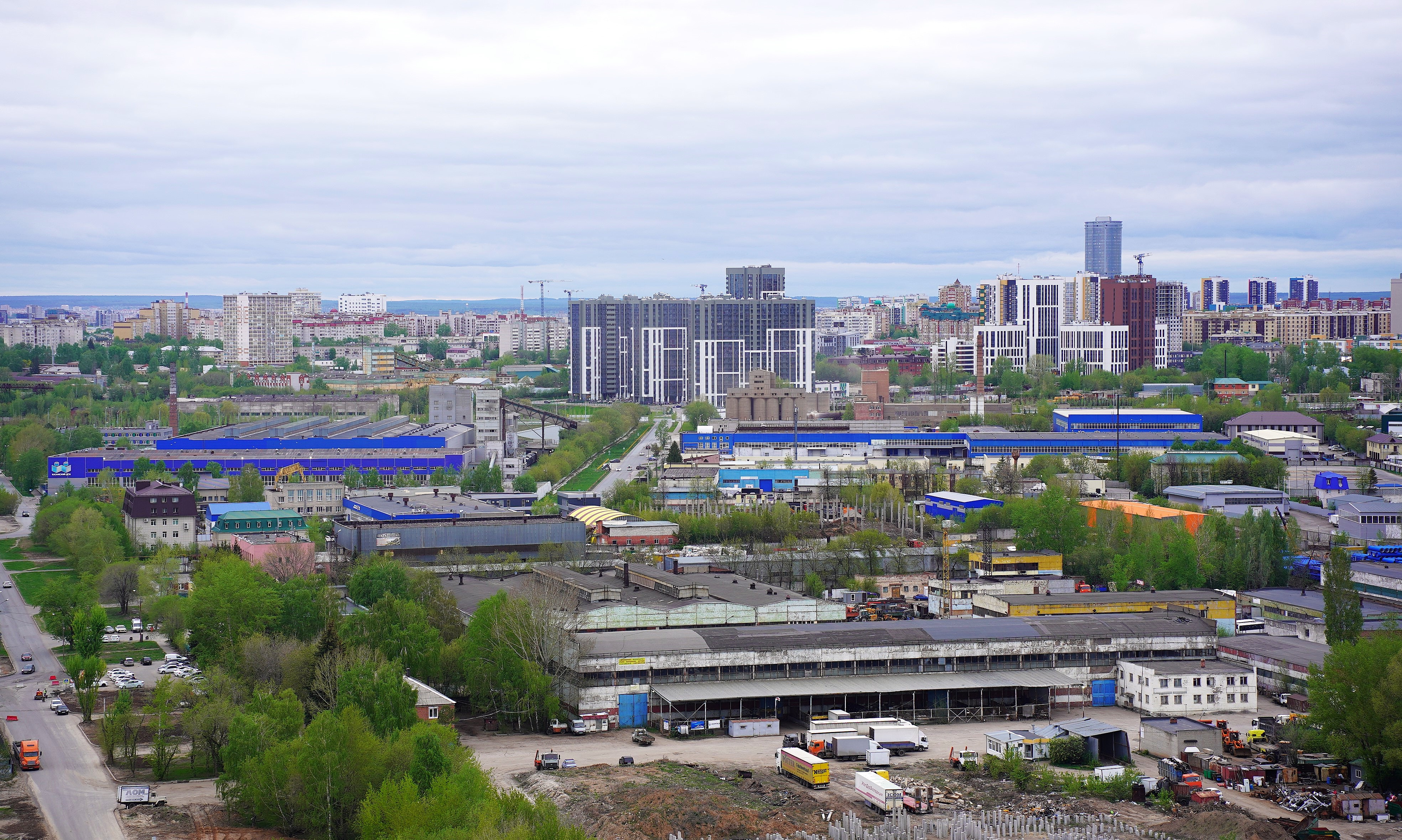
На переднем плане — бывшая производственная база треста «Строймеханизация № 3»
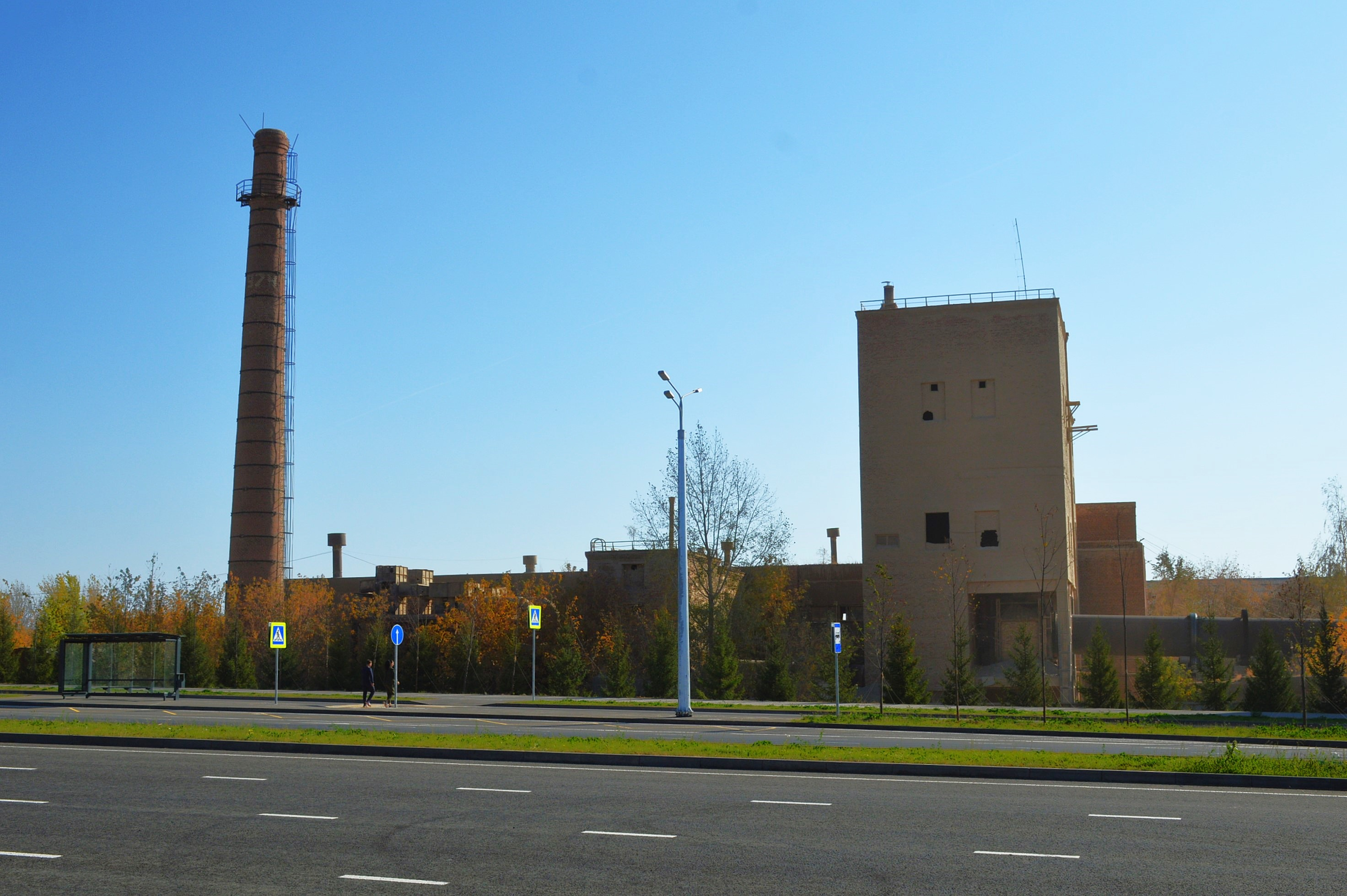
Заброшенные здания Казанского керамзитового завода
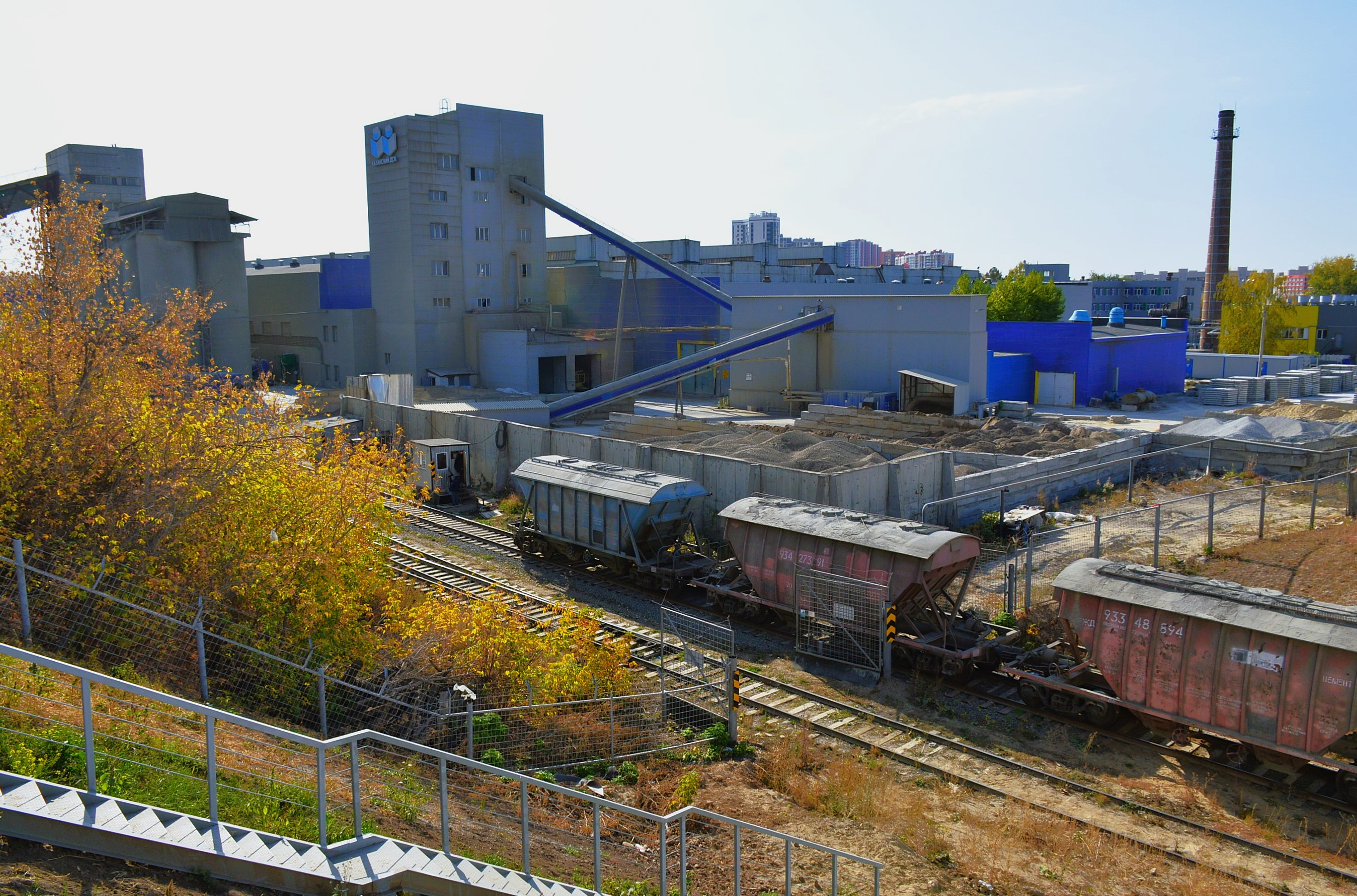
Казанский ДСК (бывший завод КПД-3)

В 1970-е годы в южной части промзоны появляются здание управления и производственный цех треста «Татнефтепроводстрой» (ул. Родины, 20), созданного в 1953 году и преобразованного в 1993 году в одноимённое ОАО. Этому тресту принадлежал завод ЖБИ (ул. Гвардейская, 53 корп. 3), находившийся на обособленной территории, отделённой от промзоны улицей Гвардейской. В 2001 году этот завод купило созданное годом ранее ЗАО «Кулонстрой», но в начале 2020-х годов он прекратил свою деятельность.  
В 1980-е годы территория промзоны расширилась за линию жилой застройки посёлка Дальний. Здесь появился крупный транспортный объект — Пассажирское автотранспортное предприятие № 2 (ПАТП-2), для которого построили новый просторный автопарк с крытыми боксами, так называемый «Гараж-400» (ул. Крылова, 3). Рядом с автопарком построили и в 1987 году ввели в эксплуатацию районную котельную «Азино» для обеспечения теплоснабжения строившегося неподалёку жилого района Азино.   
В 1990-е годы с развитием рыночных отношений на территории Восточного промышленного района появляется большое количество малых и средних предприятий различного производственного профиля, в том числе транспортные и торговые компании, а также склады, гаражные кооперативы и рынки. Например, в цехах одного из предприятий на улице Родины (рядом с бывшим мясокомбинатом) был создан Торговый комплекс «Родина», фактически являющийся обычным рынком (ул. Родины, 33А). Продовольственный рынок возник на складской территории по улице Гвардейской (ул. Гвардейская, 53).  
Во второй половине 2000-х годов территория Восточного промышленного района стала рассматриваться как перспективная зона жилой застройки.

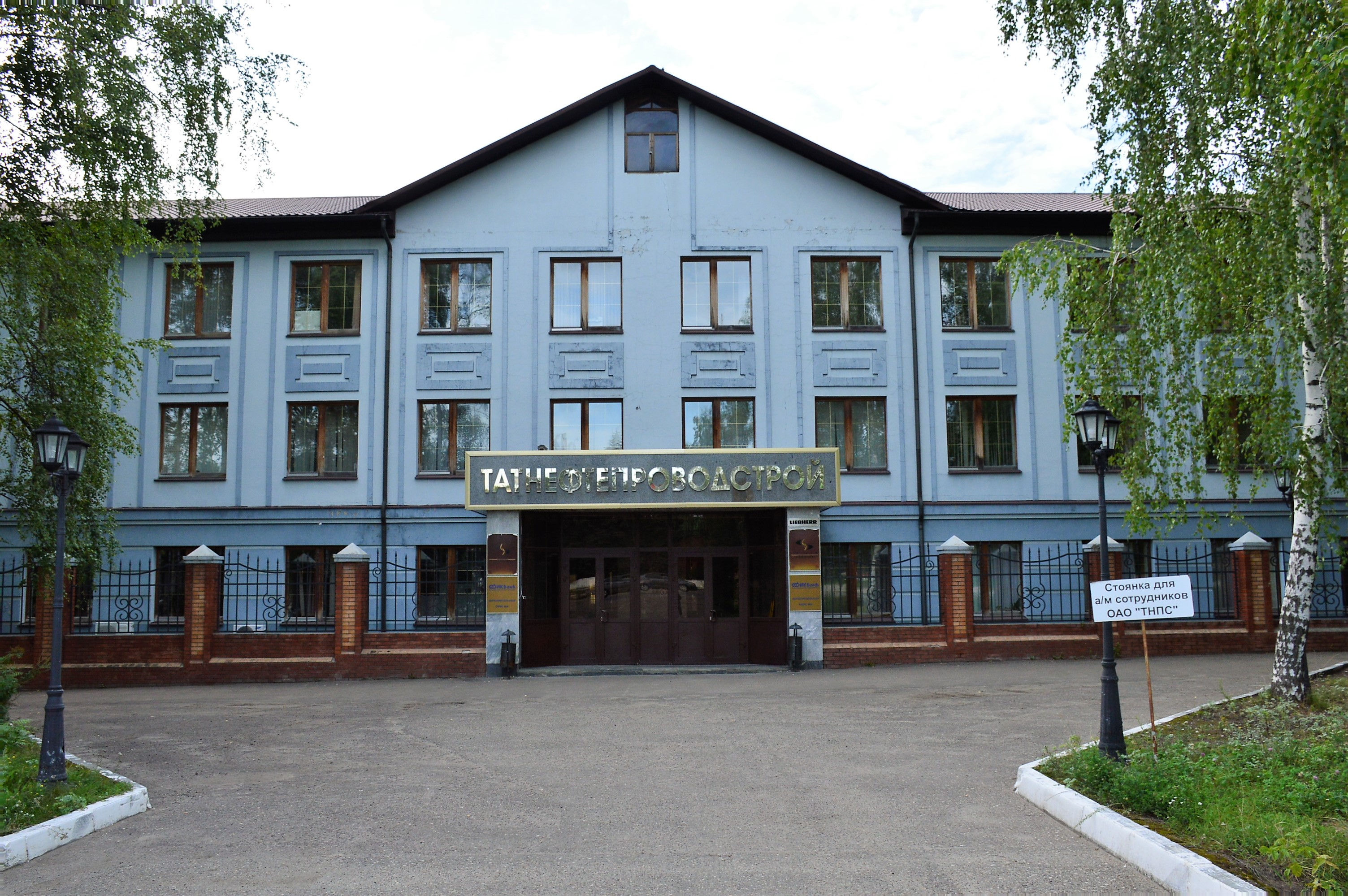
Здание управления ОАО «Татнефтепроводстрой», демонтированное в 2023 году
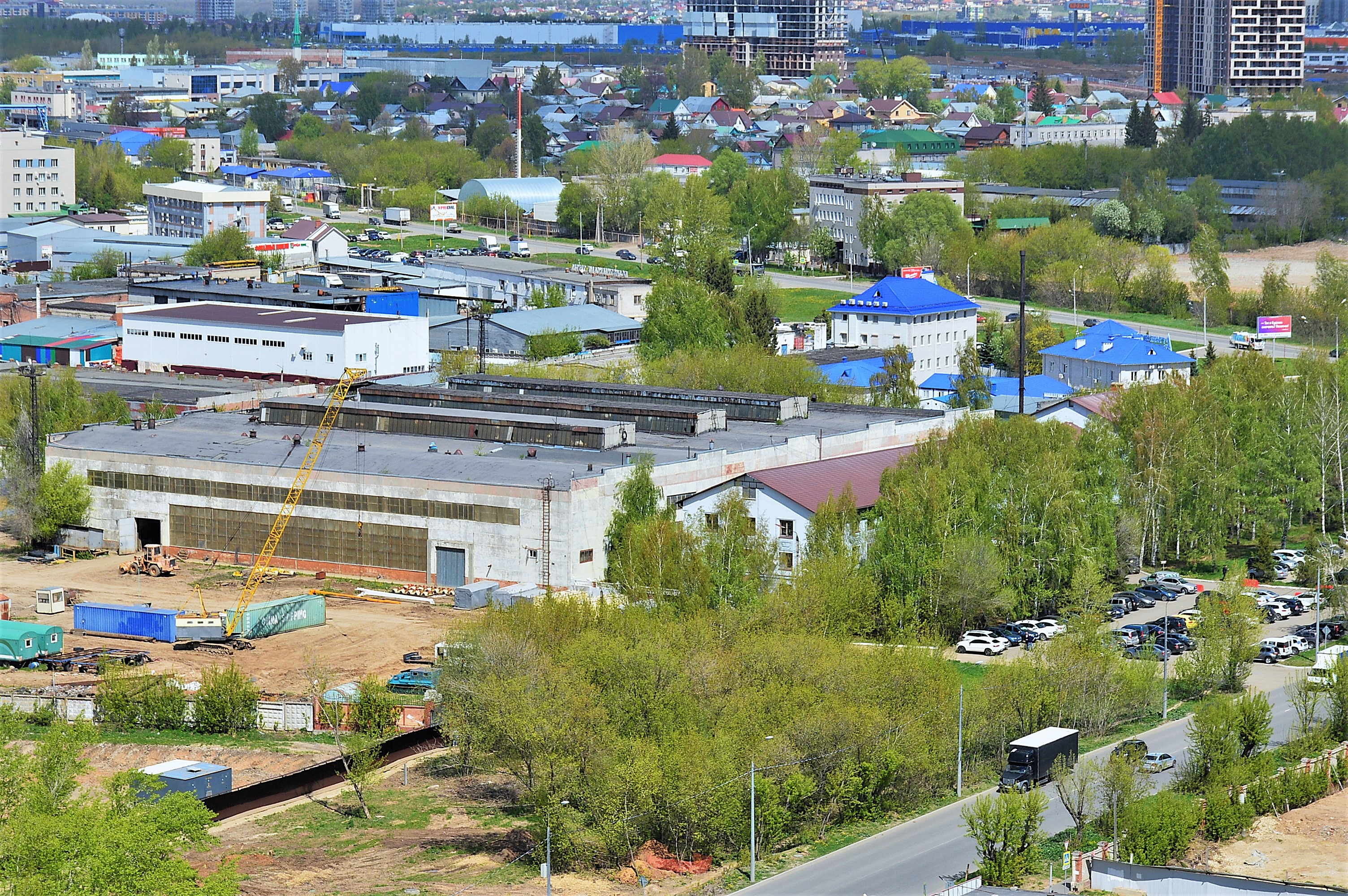
Производственный корпус ОАО «Татнефтепроводстрой», демонтированный в 2023 году
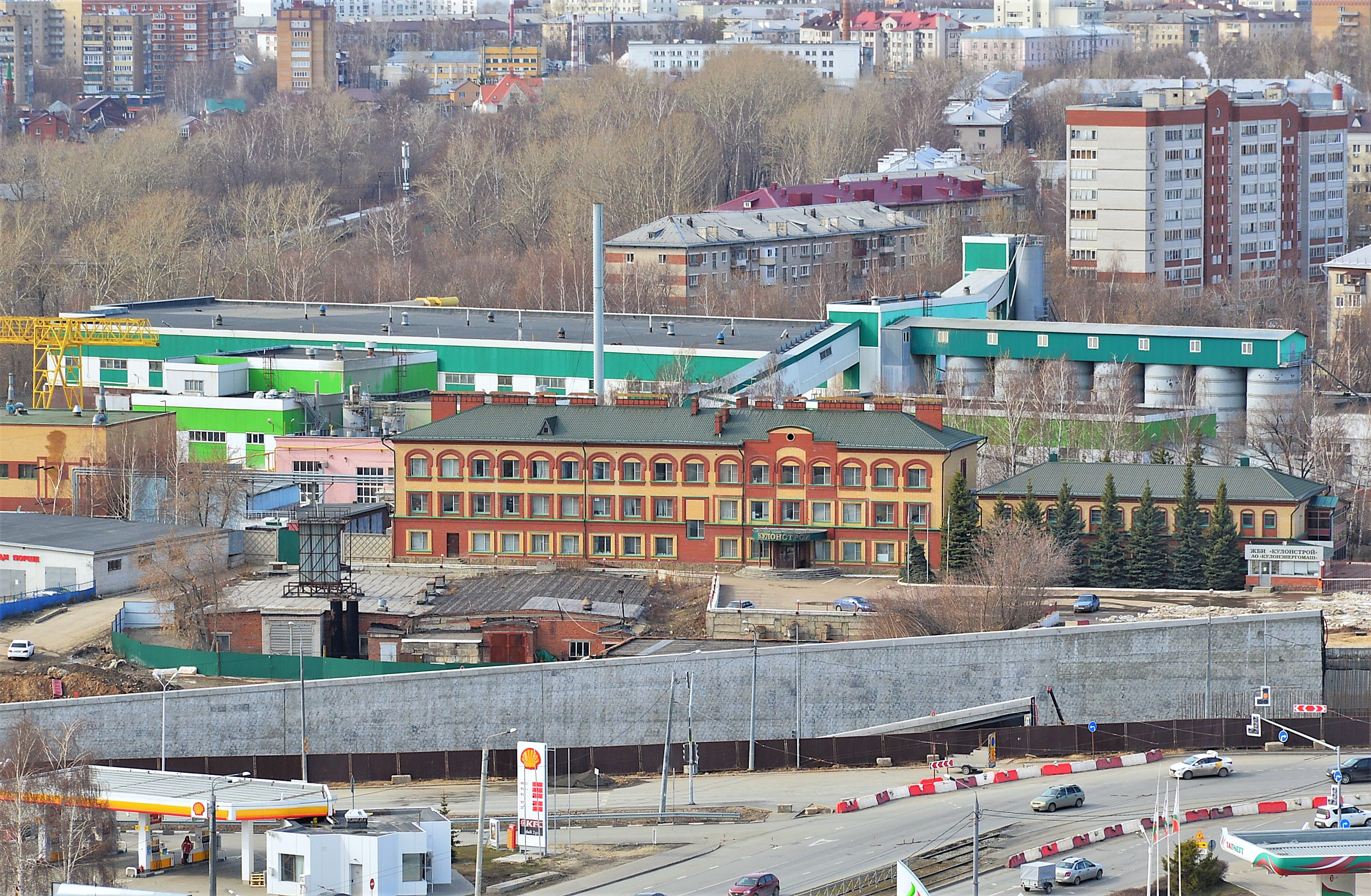
Закрытый в начале 2020-х годов завод ЖБИ «Кулонстрой»
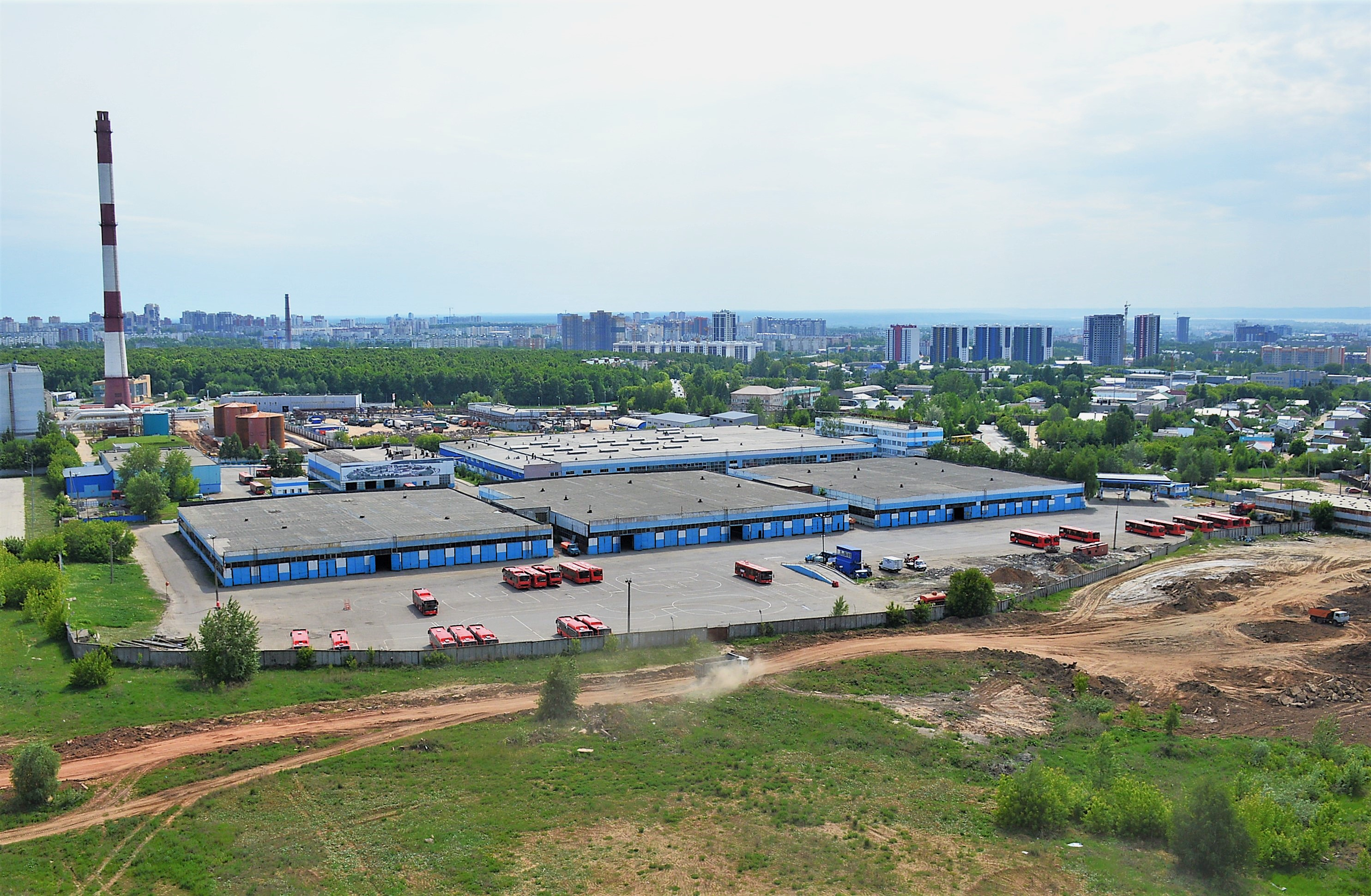
Пассажирское автотранспортное предприятие № 2 (ПАТП–2)
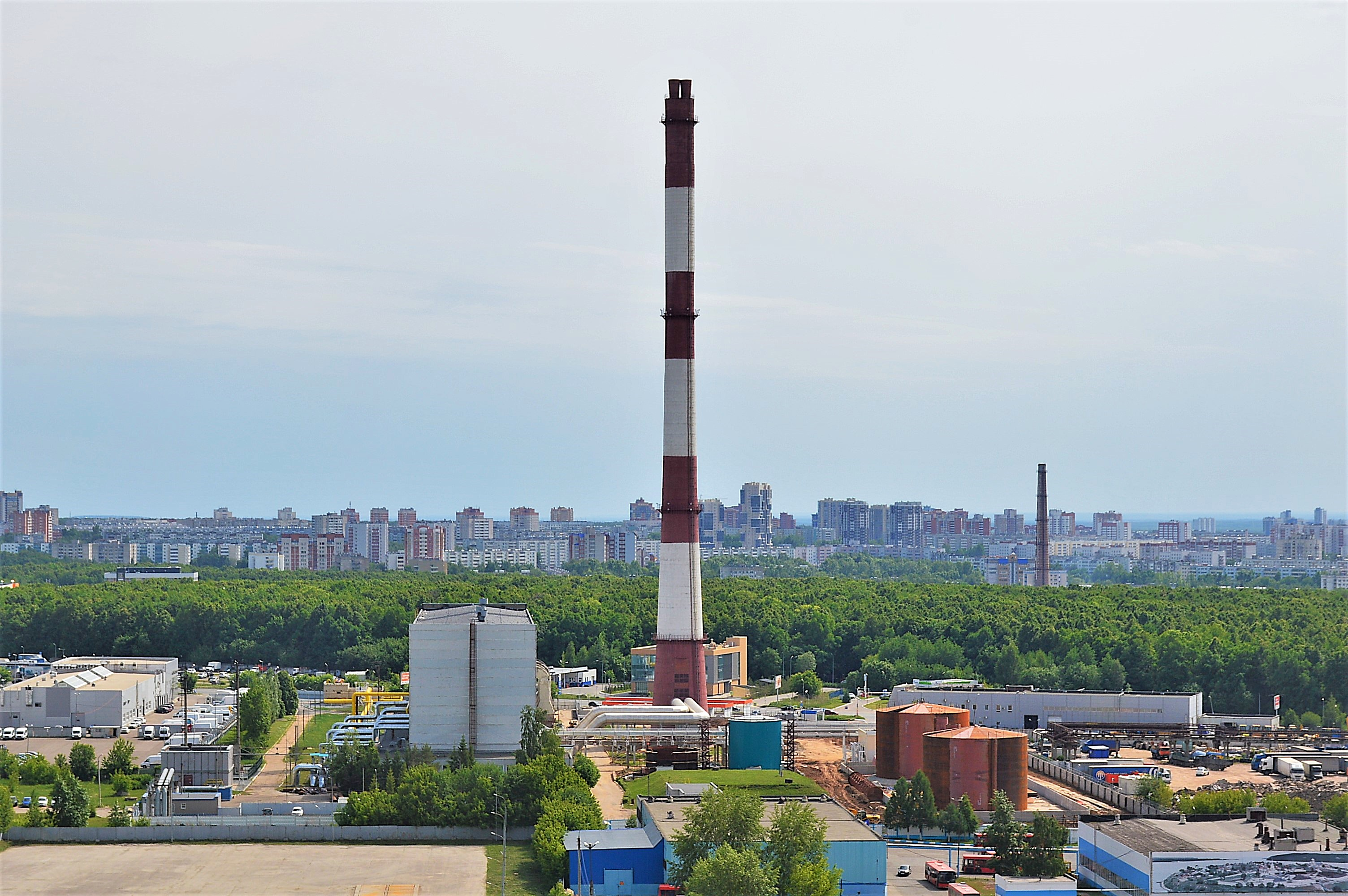
Районная котельная «Азино»
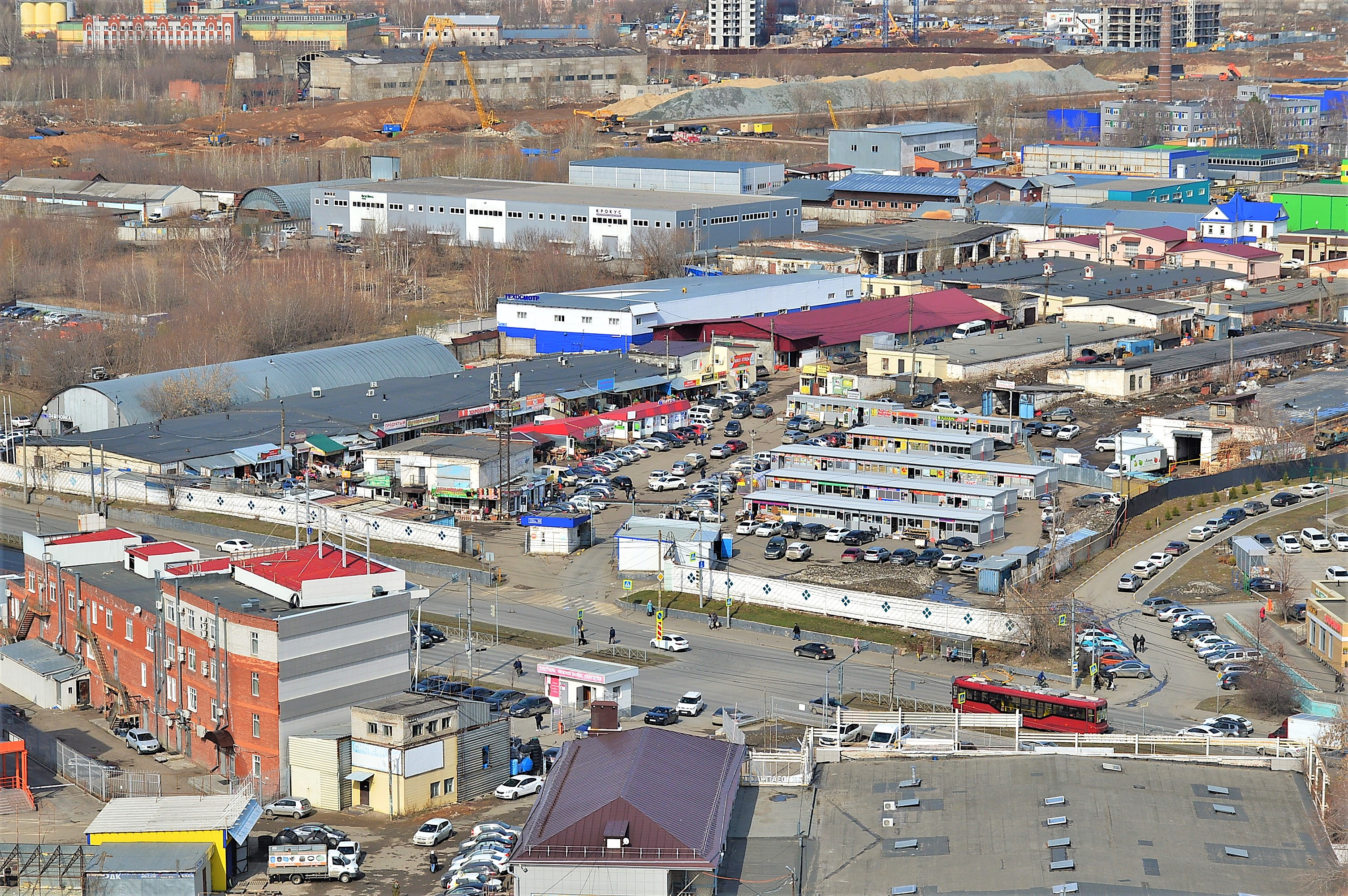
Продовольственный рынок на улице Гвардейской, возникший на месте плодоовощной базы

## Преобразование промзоны в район жилой и коммерческой застройки

### Проекты преобразования промзоны в генпланах Казани 2007 и 2020 годов
Необходимость преобразования территории Восточного промышленного района впервые была юридически зафиксирована генеральным планом Казани 2007 года, согласно которому зона жилой застройки создавалась на территории кварталов в Советском районе, занятых «промышленно-складскими объектами в районе улиц Гвардейская, Родины и А. Кутуя». Эта же идея получила дальнейшее развитие в генеральном плане Казани 2020 года (со сроком реализации до 2040 года), в котором территория промзоны определяется либо как зона смешанного размещения общественно-деловой и жилой застройки, либо как зона размещения многоквартирной жилой застройки с высокой долей общественных функций, и лишь небольшая её часть подпадает под определение зоны смешанного размещения жилой застройки и производственно-коммунальных объектов. 

### Жилая и коммерческая застройка 2010-х — начала 2020-х годов
Комплексная жилая и коммерческая застройка территории Восточного промышленного района (промзоны на улицах Аделя Кутуя и Родины) началась в 2010-е годы. 
В числе первых под застройку попали производственные площади закрытого к этому времени комбината ЖБИ-2 с прилегающими территориями (квартал, ограниченный улицами Рихарда Зорге, Даурская, Аделя Кутуя и Родины). Летом 2010 года на освобождённом от производственных объектов участке земли был открыт гипермаркет «Максидом» площадью более 10 тыс. кв. м (ул. Рихарда Зорге, 11А), специализирующийся на продаже товаров для обустройства дома и дачи, ремонта и строительства. В ноябре 2016 года рядом с ним открылся торговый центр «ГоркиПарк» площадью 38 тыс. кв. м (ул. Рихарда Зорге, 11Б).
Строительство этого торгового центра осуществляла крупная девелоперская компания «Унистрой», которая в 2014—2022 годах построила недалеко от него жилой комплекс «Журавли», состоящий из одного 8-этажного (ул. Даурская, 46А) и четырёх 10-этажных многоквартирных домов (ул. Даурская, 44В, 44Г, 48А, 48В), а также детского сада № 224 и многоэтажного паркинга с торговыми помещениями на первом этаже.   

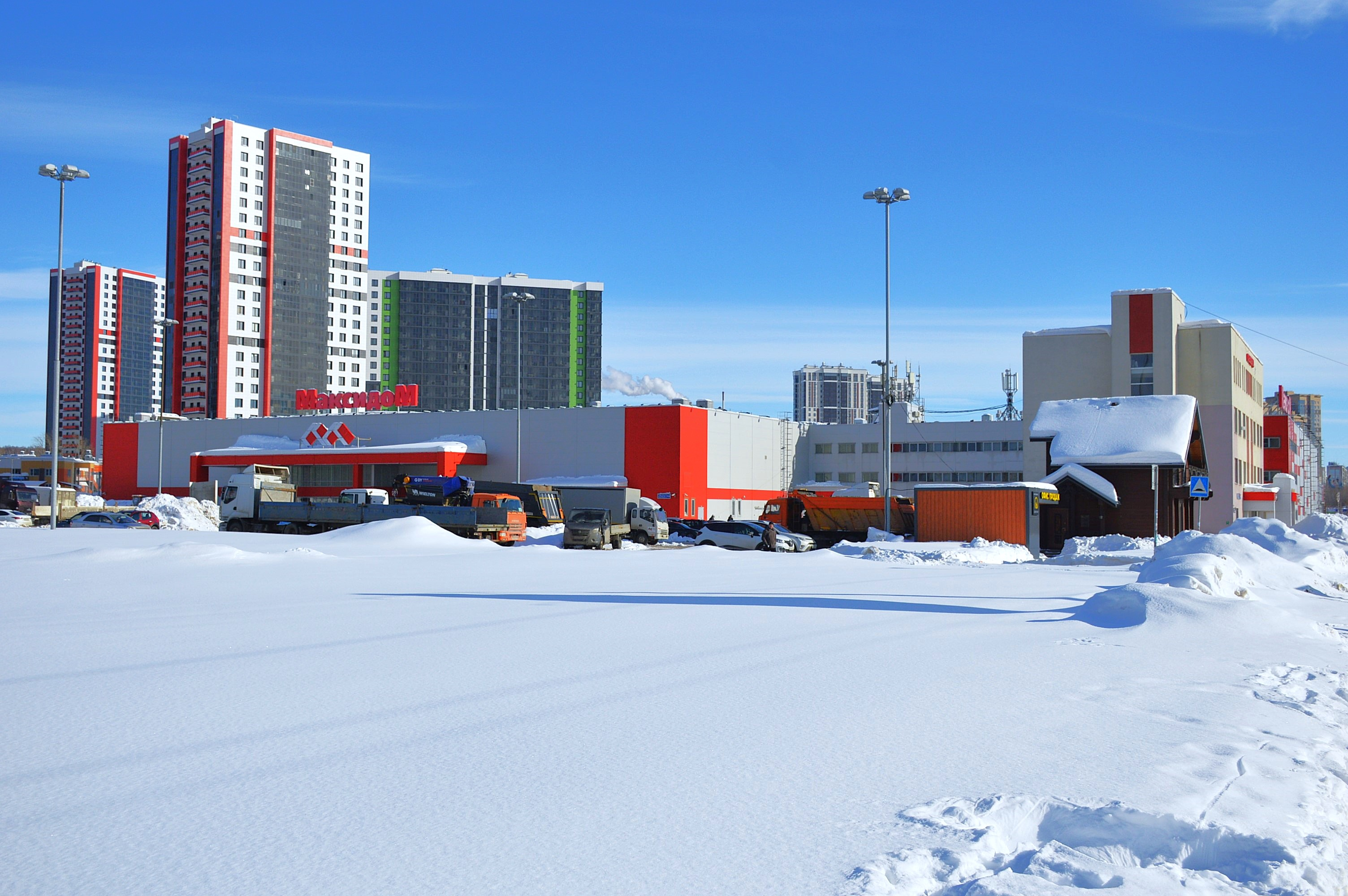
Гипермаркет «Максидом» и жилой комплекс «Родина»
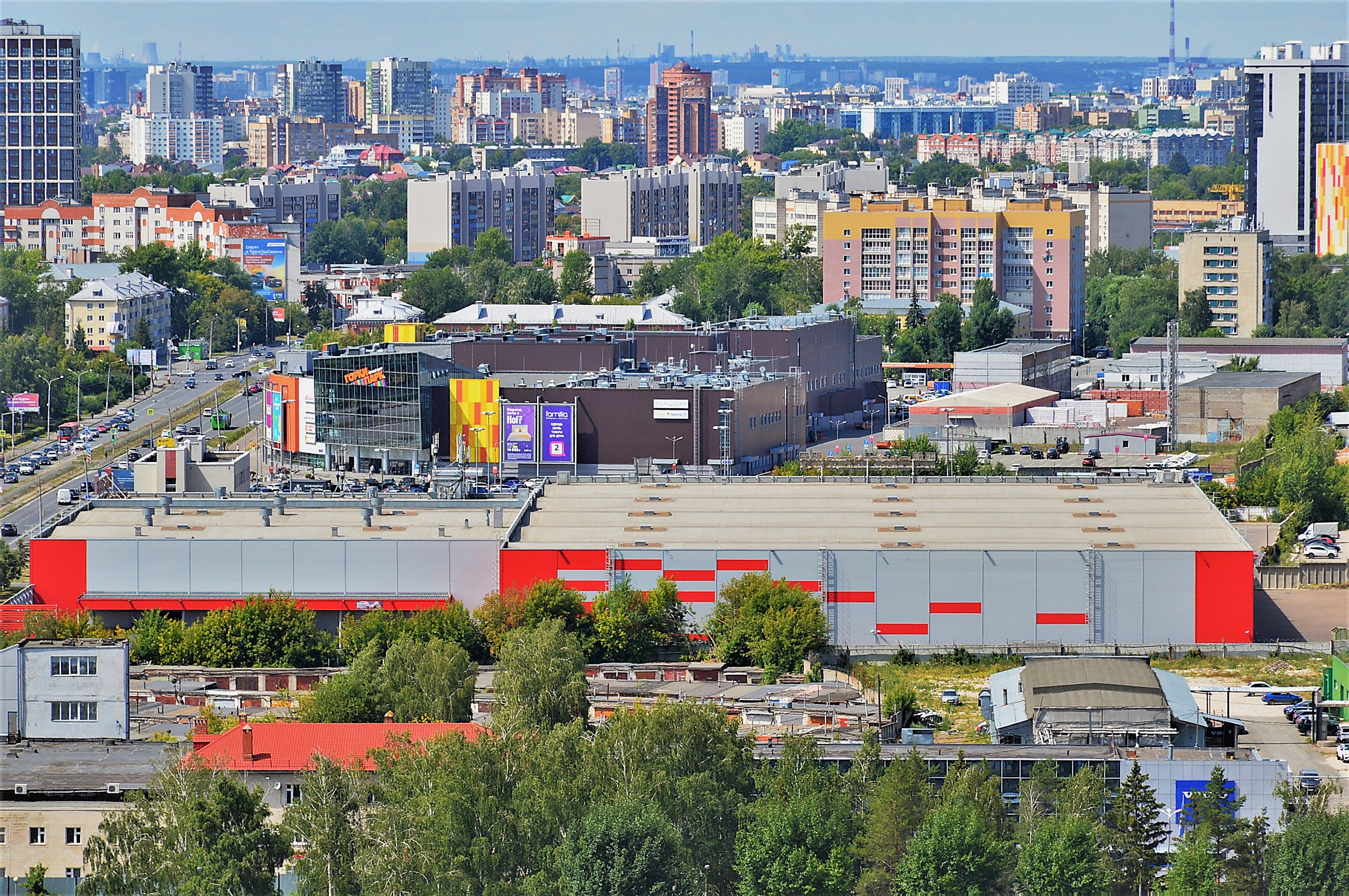
Вид на тыльную сторону гипермаркета «Максидом» и торговый центр «ГоркиПарк»
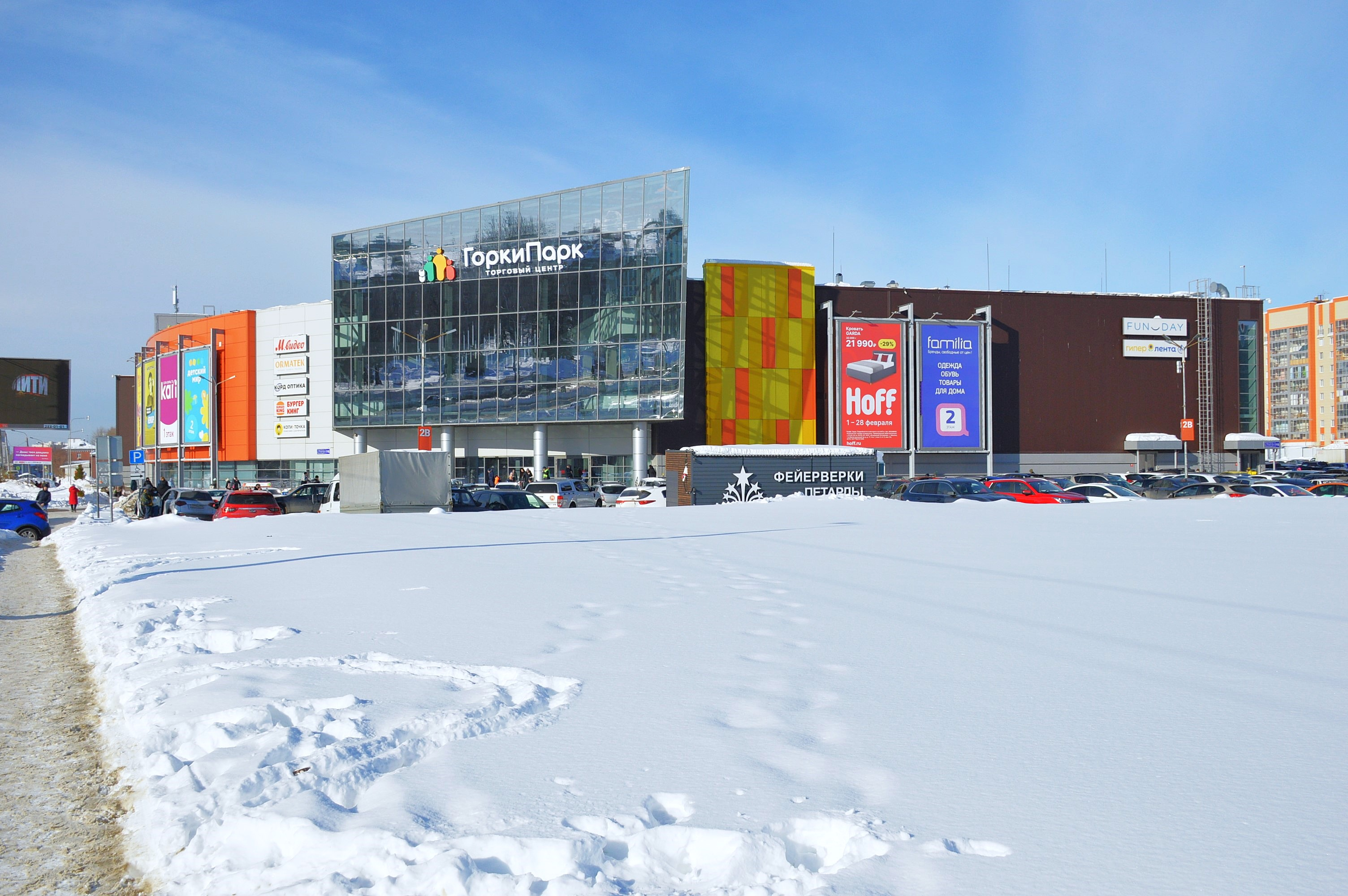
Торговый центр «ГоркиПарк»
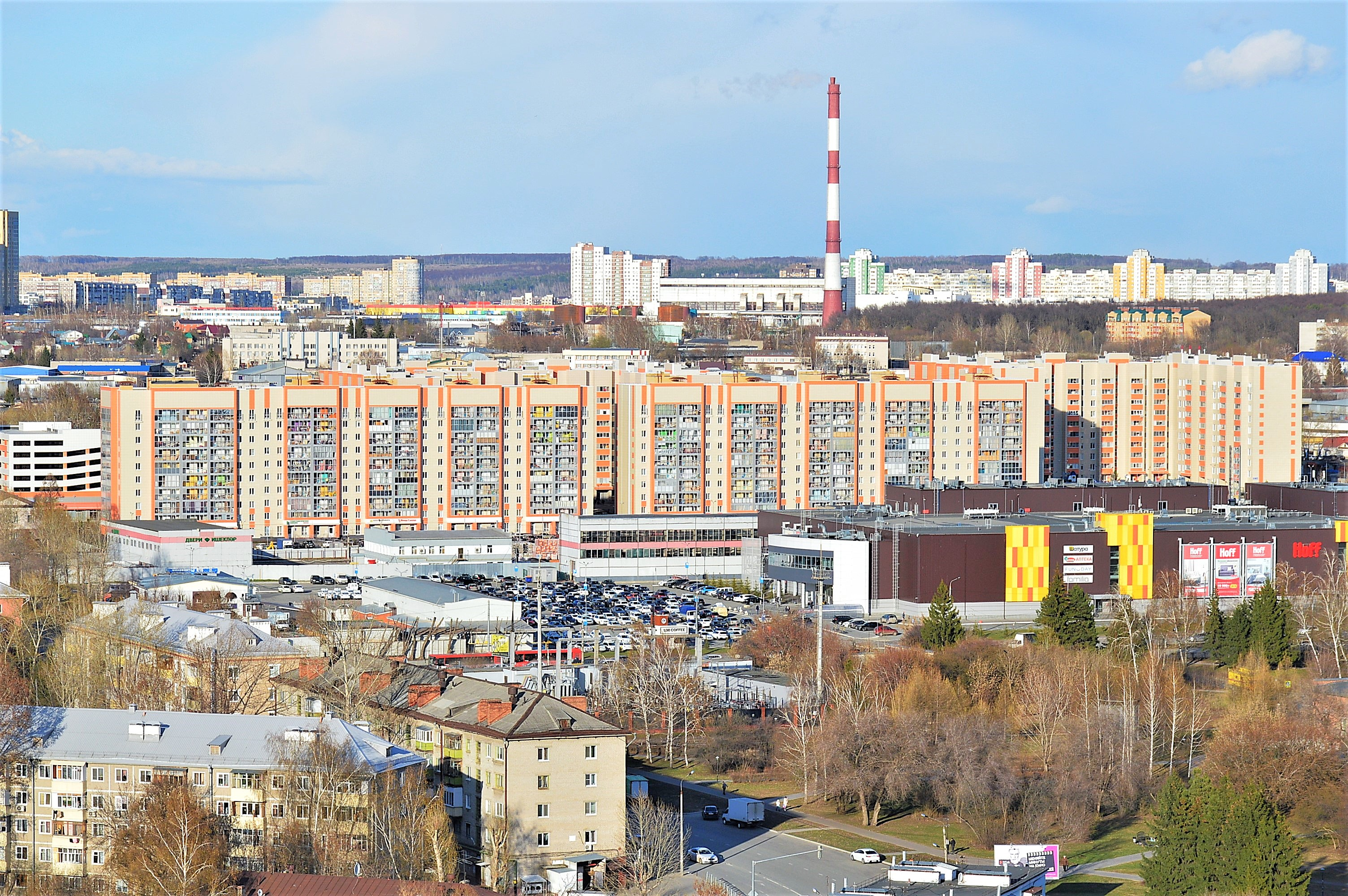
Вид на жилой комплекс «Журавли» и торговый центр «ГоркиПарк», построенных на бывшей территории завода ЖБИ-2
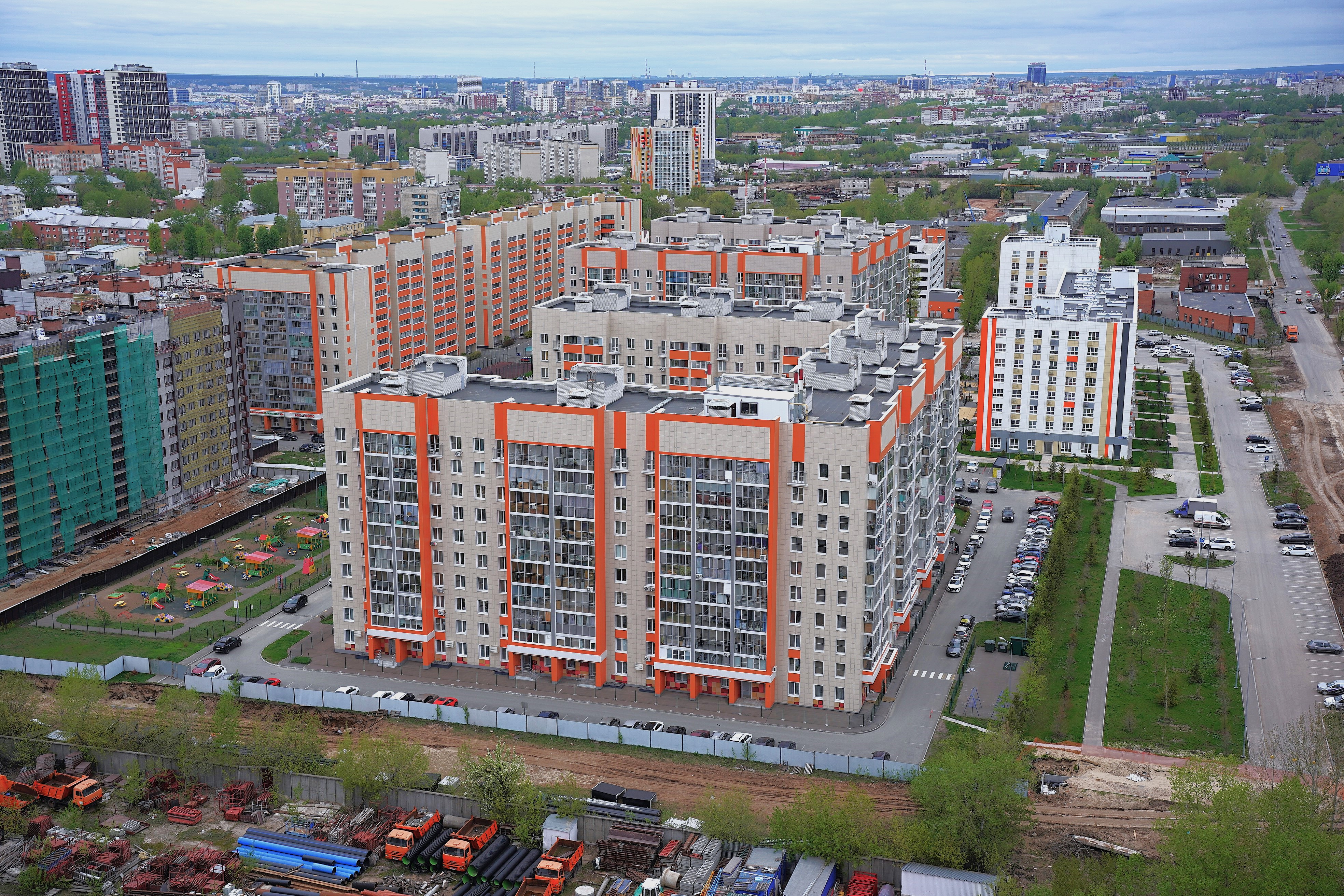
Жилой комплекс «Журавли»: вид с высоты одного из корпусов жилого комплекса «Родина»
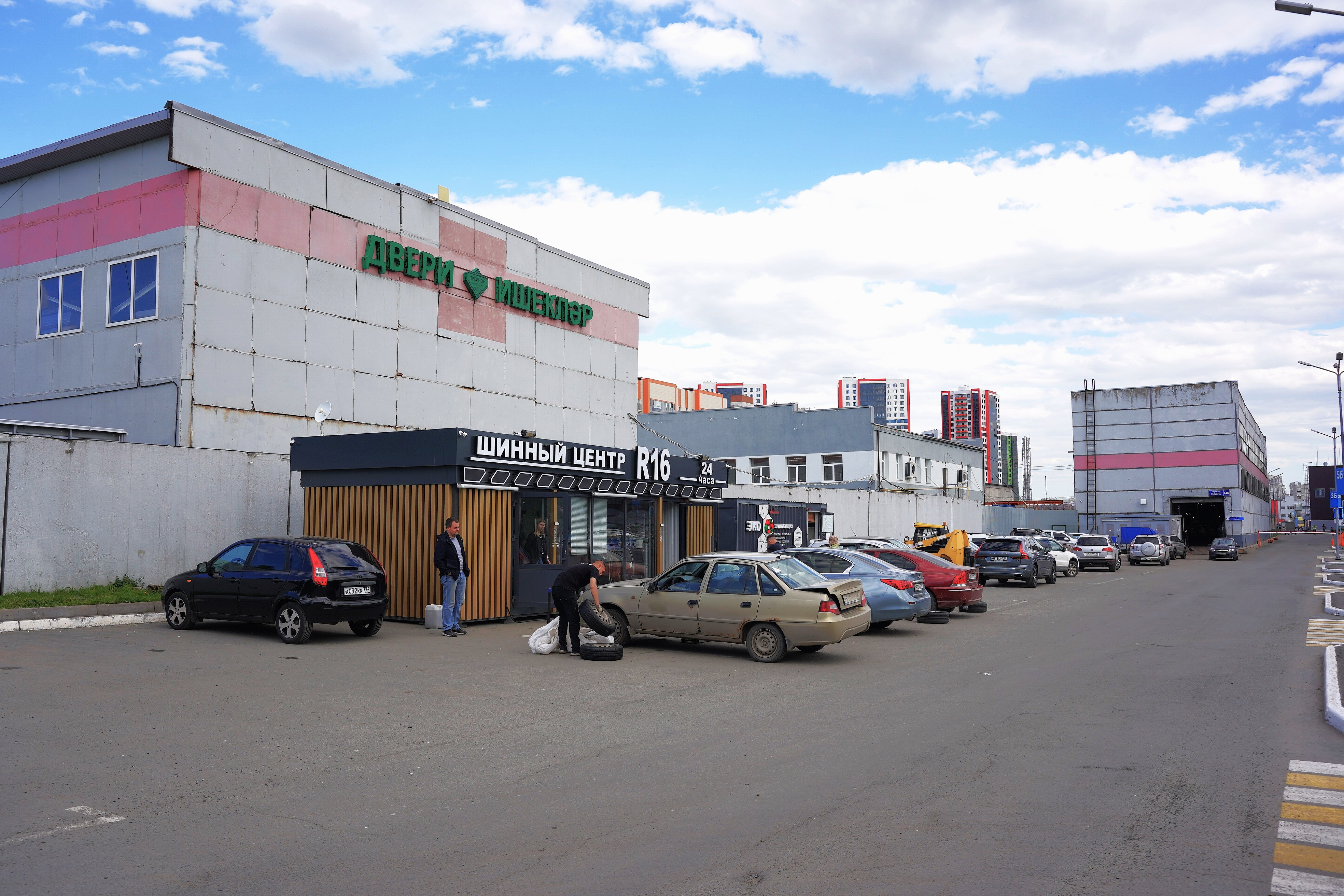
Сохранившиеся производственные здания бывшего ЖБИ-2 адаптированы под современные нужды

К югу от «Журавлей», на углу улиц Родины и Аделя Кутуя, на бывшей территории автотранспортного предприятия «Казаньстройтранс» девелоперская компания ТСИ возвела в 2016—2024 годах жилой комплекс «Родина», состоящий из 9 высотных многоквартирных домов: четырёх 19-этажных (ул. Родины, 24А, 24Б, 24В, 24Г) и пяти 24-этажных (ул. Родины, 26А, 26Б, 26В, 26Г, 26Е), а также паркинга и детского сада № 183. Строительство данного жилого комплекса на этой территории не случайно. Компанию ТСИ считают аффилированной с вице-премьером РФ Маратом Хуснуллиным. При этом само предприятие «Казаньстройтранс» (в последние годы существования функционировало как одноимённое ООО, ликвидированное в 2013 году) являлось дочерней организацией ОАО «Татстрой» (в советское время — «Главтатстрой»), которое в 1999—2006 годах возглавлял близкий к М. Ш. Хуснуллину Ильгизар Якупов. Последний сохранял влияние на ОАО «Татстрой» даже после своего увольнения со всех постов благодаря наличию крупного пакета акций.  
В 2017 году началась застройка самой южной части промзоны, на площадях бывшего Казанского мясокомбината и ряда прилегающих территорий. Начать здесь реновацию планировали ещё в 2012—2013 годах. В 2012 году для реализации этого проекта строительная компания «РАФФ» из Сабинского района выкупила Казанский мясокомбинат, после чего закрыла это предприятие под предлогом его нерентабельности, начав демонтаж его строений. Однако приступить к новой жилой застройке она не смогла. Позже эту территорию выкупила строительная компания «Грань», которая в 2017 году начала возведение на ней жилого комплекса «Новые Горки». Его проект в составе 17 многоквартирных домов (двух 25-этажных и 15-ти 9-этажных) разработала компания «Татинвестгражданпроект». В рамках строительства «Новых Горок» были также построены детский сад № 276 и лицей № 79. Также появились две новые улицы — проезды Созидателей и Яраткан, по которым адресуются почти все дома данного жилого комплекса, кроме одного (ул. Родины, 33Б корп. 1).
Также в 2010-е годы началась многоэтажная жилая застройка в северной части промзоны по улице Аделя Кутуя. Один из участков промзоны был в 2012 году включён в состав новообразованного жилого района «Седьмое небо», позже получив обозначение как 7-й микрорайон. Здесь в 2014 году строительная компания «Актив ЛТД» из Набережных Челнов завершила строительство двух 16-этажных корпусов жилого комплекса «Ладья» (ул. Аделя Кутуя, 110А, 110Б). Позже рядом с ЖК «Ладья» были возведены ещё два высотных жилых комплекса. В 2019—2021 годах компания «РентСити» построила три корпуса с подземной автостоянкой жилого комплекса «Паруса» с переменной этажностью в 10, 12, 22, 24 этажа (ул. Аделя Кутуя, 110Д, корп. 1—3). В 2021—2022 годах девелоперская компания «Унистрой» возвела два 19-этажных корпуса жилого комплекса «Уникум на Аделя Кутуя» (ул. Аделя Кутуя, 110, 110Е) с многоэтажным паркингом.  

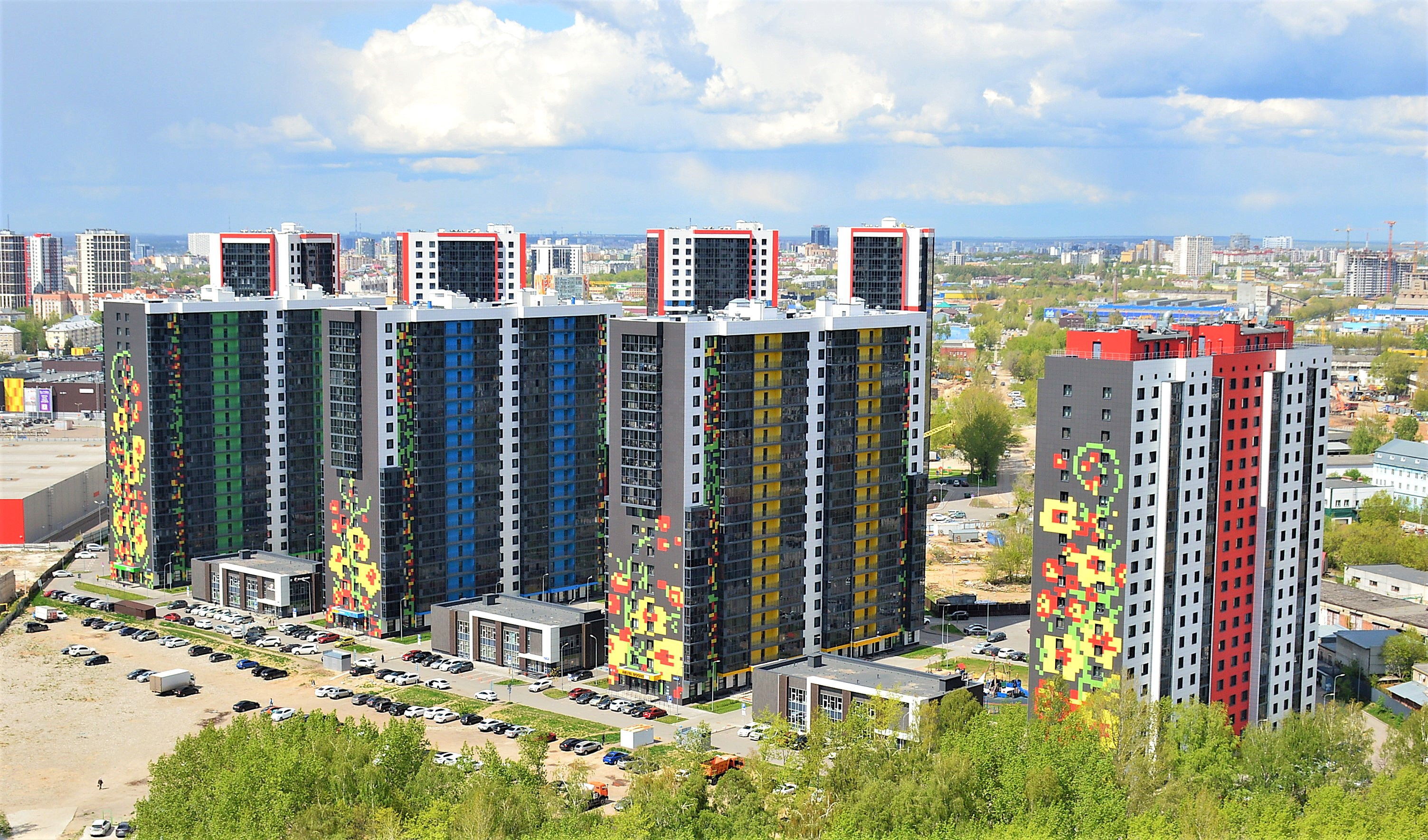
Жилой комплекс «Родина», построенный на бывшей территории автотранспортного предприятия «Казаньстройтранс»
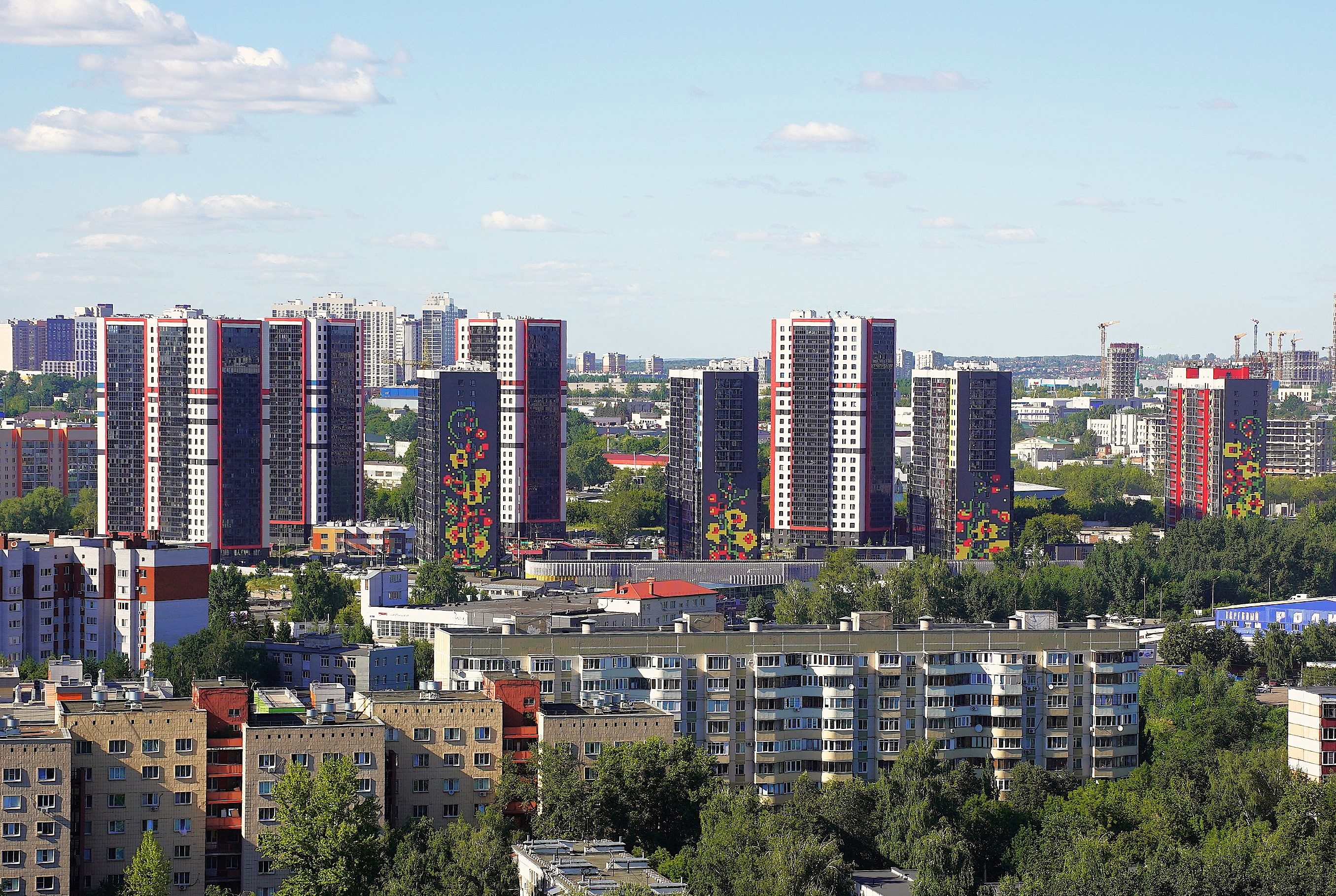
Вид на высотки жилого комплекса «Родина» со стороны жилого района Горки-1
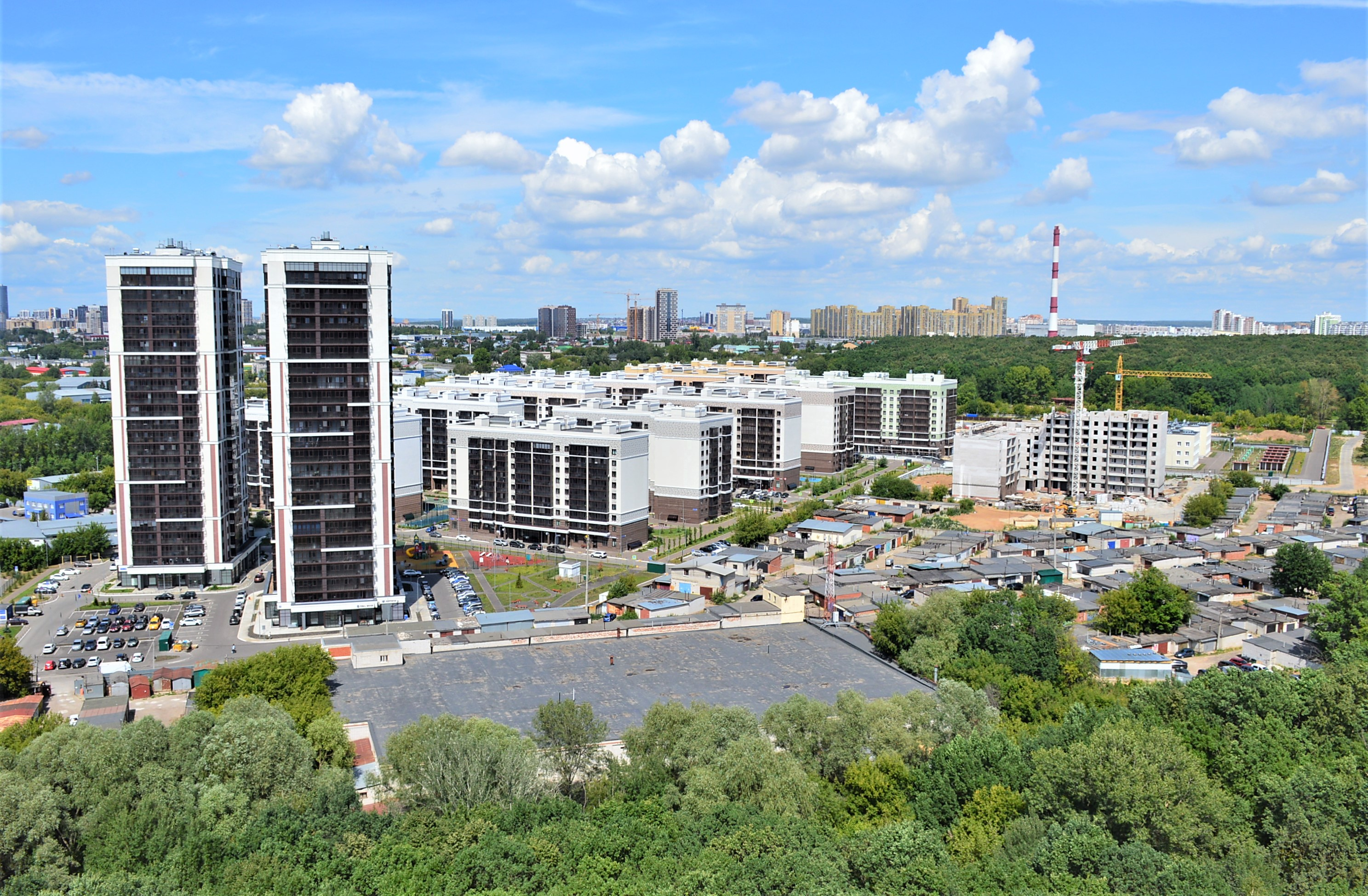
Жилой комплекс «Новые Горки», появившийся на бывшей территории Казанского мясокомбината
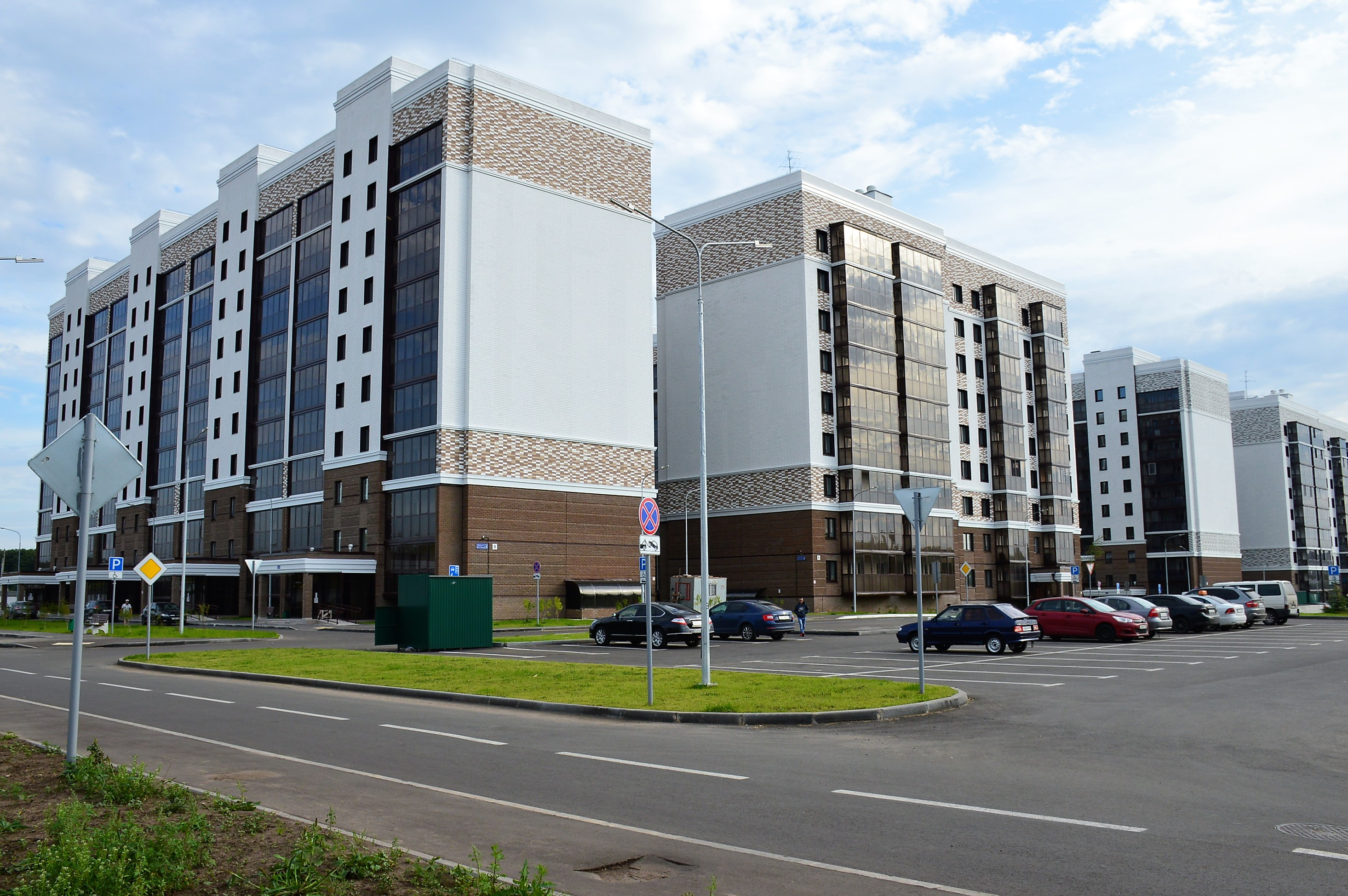
Жилой комплекс «Новые Горки»
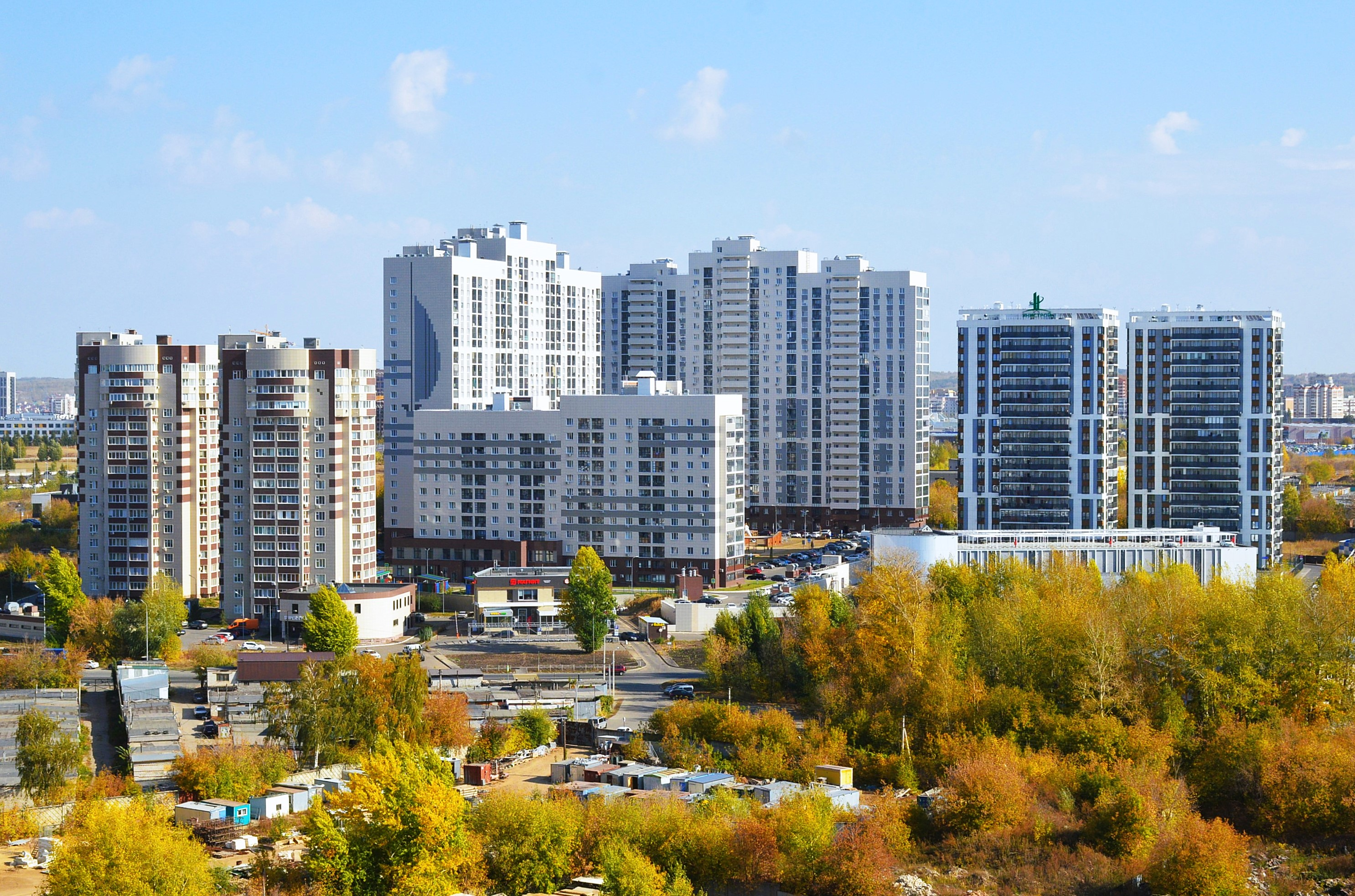
Жилые комплексы: «Ладья» (слева), «Паруса» (в центре) и «Уникум на Аделя Кутуя» (справа)
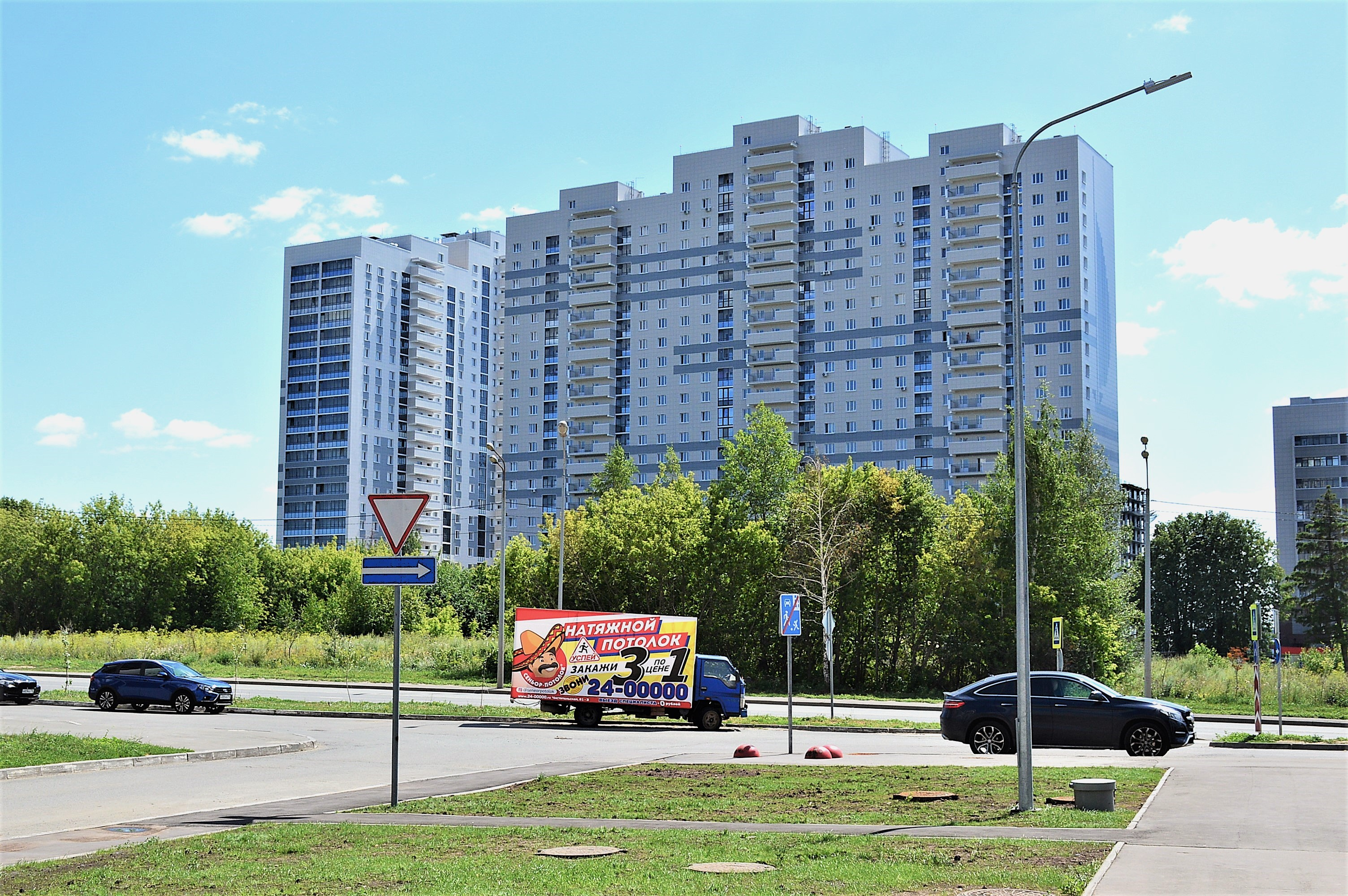
Жилой комплекс «Паруса»

### Проект реновации промзоны 2021 года
24 марта 2021 года Исполнительным комитетом г. Казани был утверждён проект планировки и межевания территории в границах улиц Родины, Даурская, Гвардейская и Аделя Кутуя. 
Этим документом охвачена бо́льшая часть территории промзоны площадью 292 га, из которой под реновацию не попало только 11 га малоэтажной жилой застройки посёлка Дальний. Реновация предусматривает сокращение производственных зон и их замещение жилой и общественно-деловой застройкой. В частности, предполагается вывод за пределы данной территории самого крупного действующего предприятия промзоны — Казанского ДСК (бывший завод КПД-3), на месте которого планируется построить жилой комплекс (впрочем, собственник предприятия — группа компаний «Ак Барс Дом» — заявляет об отсутствии планов его закрытия или переноса в другое место). Всего под жилую застройку предусмотрено передать 40 га территории, на которой запланировано возведение 12 жилых комплексов, а также 6 школ и 14 муниципальных детских садов.
В рамках реновации указанной территории предусмотрена модернизация транспортных коммуникаций, но уже под её новые (непроизводственные) функции. В частности, уже закрыта и демонтирована бо́льшая часть железнодорожных путей внутри промзоны. Самая первая (довоенная) железнодорожная ветка к бывшему комбинату «Строитель» перестала функционировать и была частично демонтирована ещё в советский период. В постсоветский период перестала функционировать и была демонтирована железнодорожная ветка в сторону Казанского мясокомбината с ответвлением на завод ЖБИ-2 из-за прекращения деятельности этих и других предприятий, располагавшихся вдоль неё. Сохраняются железнодорожные ветки лишь до завода ЖБИ-3 и до Казанского ДСК. Последнюю, впрочем, власти Казани хотят закрыть до 2028 года в рамках заявленных намерений вынести за пределы этой территории Казанский ДСК.  
Проектом реновации промзоны предусмотрено развитие на этой территории автомобильных дорог. Одним из главных реализованных дорожных проектов стало строительство в 2021—2024 годах крупной городской магистрали — Вознесенского тракта. Правда это был самостоятельный проект, реализованный вне рамок реновации территории промзоны 2021 года. Но уже начало строительства этой магистрали сильно повысило интерес строительных компаний к жилой застройке данной территории (первая очередь Вознесенского тракта прошла через промзону и была открыта в октябре 2023 года). В числе дорожных проектов, запланированных в рамках реновации промзоны, было обозначено строительство продолжения улицы Назиба Жиганова протяжённостью 745,8 м от Вознесенского тракта до улицы Родины (реализовано в 2023 году) и продолжения улицы Даурской до соединения с той же улицей Родины, а также ряда более мелких проездов.  
Бо́льшая часть территории промзоны, попавшей под реновацию, выделена в отдельный жилой район (планировочную единицу I уровня), площадь которого составляет 216,7 га. Территориально он ограничен Вознесенским трактом, улицами Гвардейской, Даурской, Аделя Кутуя, Родины и Назиба Жиганова. Территория этого жилого района разделена на семь микрорайонов — с 1-го по 6-й, а также микрорайон 2.1 (здесь расположен Казанский ДСК).
Северо-восточная часть территории промзоны, попавшей под реновацию, площадью 22,5 га, выделена в 7-й микрорайон в составе соседнего жилого района «Седьмое небо». Здесь с 2023 года группой компаний «СМУ-88», совладельцем которой является депутат Государственной Думы VIII созыва (2021—2026) Илья Вольфсон, возводится жилой комплекс «Вознесенский квартал». 
Небольшой западный участок промзоны, попавший под реновацию, отнесён к 8 микрорайону соседнего жилого района (он находится за улицей Гвардейской, у начала Аметьевской магистрали). Здесь находился упомянутый выше завод ЖБИ «Кулонстрой», на территории которого планируется построить жилой комплекс.   
Процесс реновации территории промзоны площадью 292 га предполагает два этапа: первый — до 2028 года включительно, второй — после 2028 года. Планируется, что в течение всего периода реновации здесь будет построено жилья на 37,8 тысяч жителей.

### Жилая застройка 2020-х годов
Одним из крупных жилых комплексов, возводимых на территории промзоны, является ЖК «Мечта». Он расположен на северной стороне Вознесенского тракта и не входит в территорию реновации 2021 года. Этот комплекс строится девелоперской компанией ТСИ на территории бывшего Казанского комбината строительных материалов (ККСМ), производственные мощности которого в 2010-х годах были выведены в село Кощаково Пестречинского района Татарстана. Проектом заложено строительство в составе данного жилого комплекса семи домов: четырёх 19-этажных и трёх 24-этажных (по состоянию на начало 2025 года построено четыре дома). В рамках реализации этого проекта появилась новая улица, по которой адресуются его дома. 27 сентября 2021 года улице присвоено имя первого президента Академии наук Республики Татарстан Мансура Хасанова. 
Рядом с жилым комплексом «Мечта» строительной компанией «РентСити» в 2021—2024 годах возведён жилой комплекс «Открытие». Изначально в нём предполагалось возвести три жилых корпуса высотой 23 этажа каждый. Однако власти Казани отказались согласовывать этот проект, потребовав снизить этажность. В итоге был утверждён новый проект с переменной этажностью в 10 и 20 этажей.
Также ведётся застройка территории промзоны к югу от Вознесенского тракта в рамках утверждённого в 2021 году проекта реновации территории. 
В декабре 2020 года группа компаний «СМУ-88» начала строительство высотного жилого комплекса «Яратам», который вплотную примыкает к северо-восточной окраине малоэтажного посёлка Дальний. В составе данного жилого комплекса семь домов в 16 и 25 этажей, а также детский сад. Авторами проекта являются архитекторы Михаил и Максим Борщевские. 
Эта же компания в 2024 году начала строительство жилого комплекса «Адали» на улице Аделя Кутуя в составе трёх домов. На прилегающих участках также с 2024 года возводятся ещё два жилых комплекса: компанией ТСИ — «Притяжение» (в составе трёх жилых корпусов); компанией «Глобал Плюс» — «Наследие» (в составе пяти жилых корпусов). Жилой комплекс «Наследие» возводится на месте, где прежде находилось здание управления с производственным цехом ОАО «Татнефтепроводстрой» (ул. Родины, 20), которое передислоцировалось в другое место. Недалеко от этого места, также на улице Родины строительно-инвестиционная компания «КамаСтройИнвест» начала возведение жилого комплекса «Главные Роли» в составе четырёх жилых корпусов. 

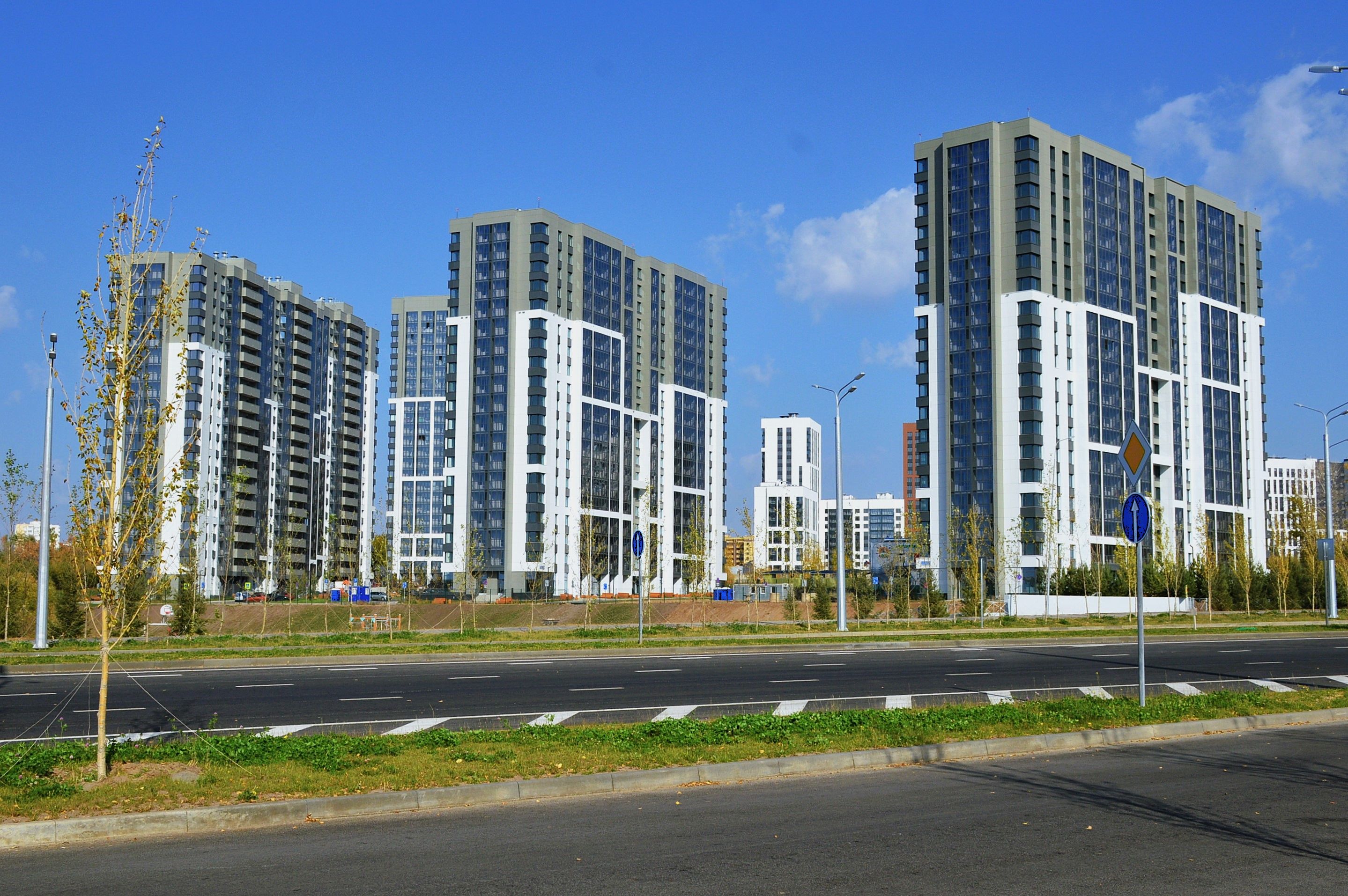
Жилой комплекс «Мечта», построенный на бывшей территории Казанского комбината строительных материалов
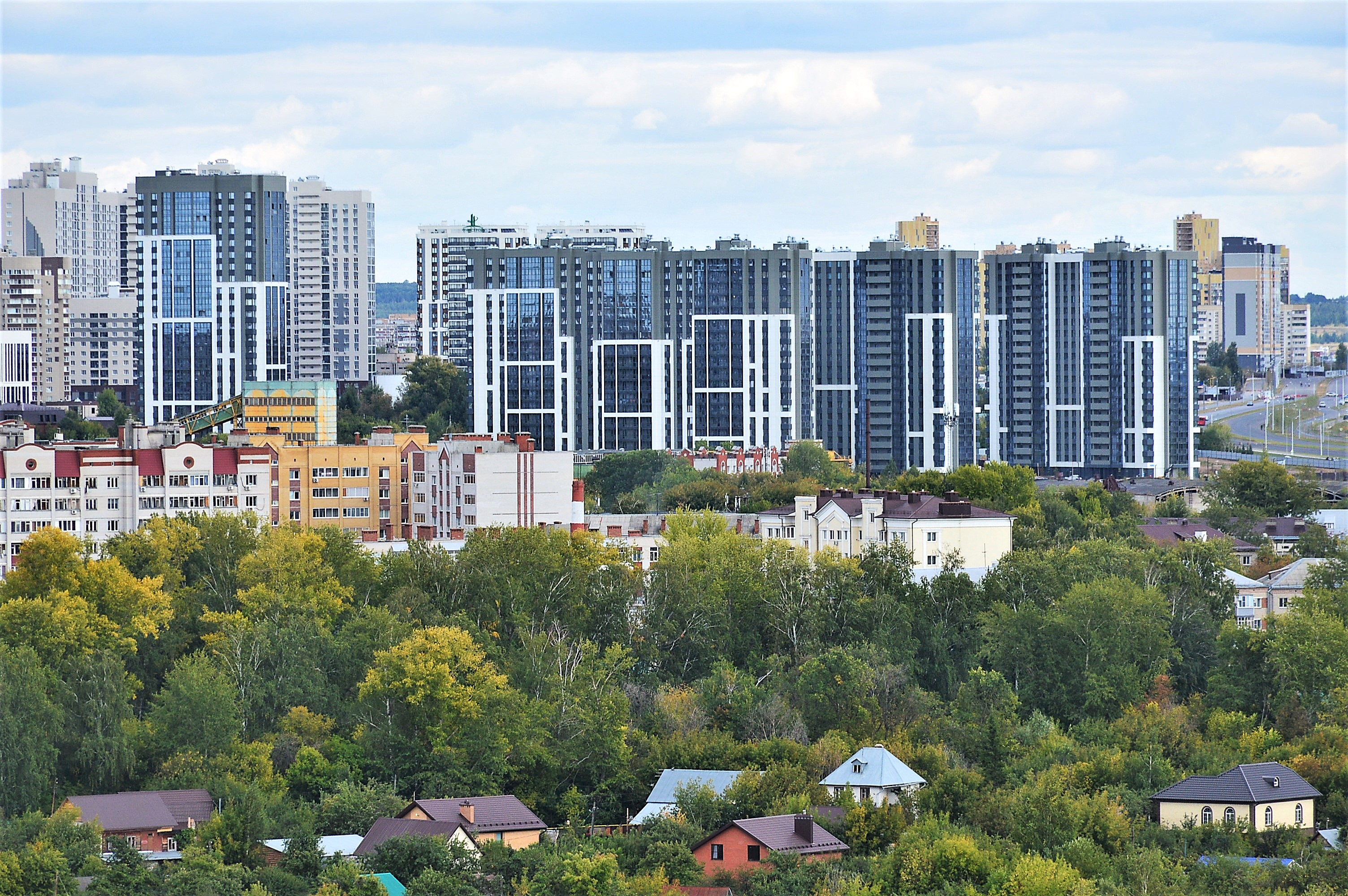
Жилой комплекс «Мечта»
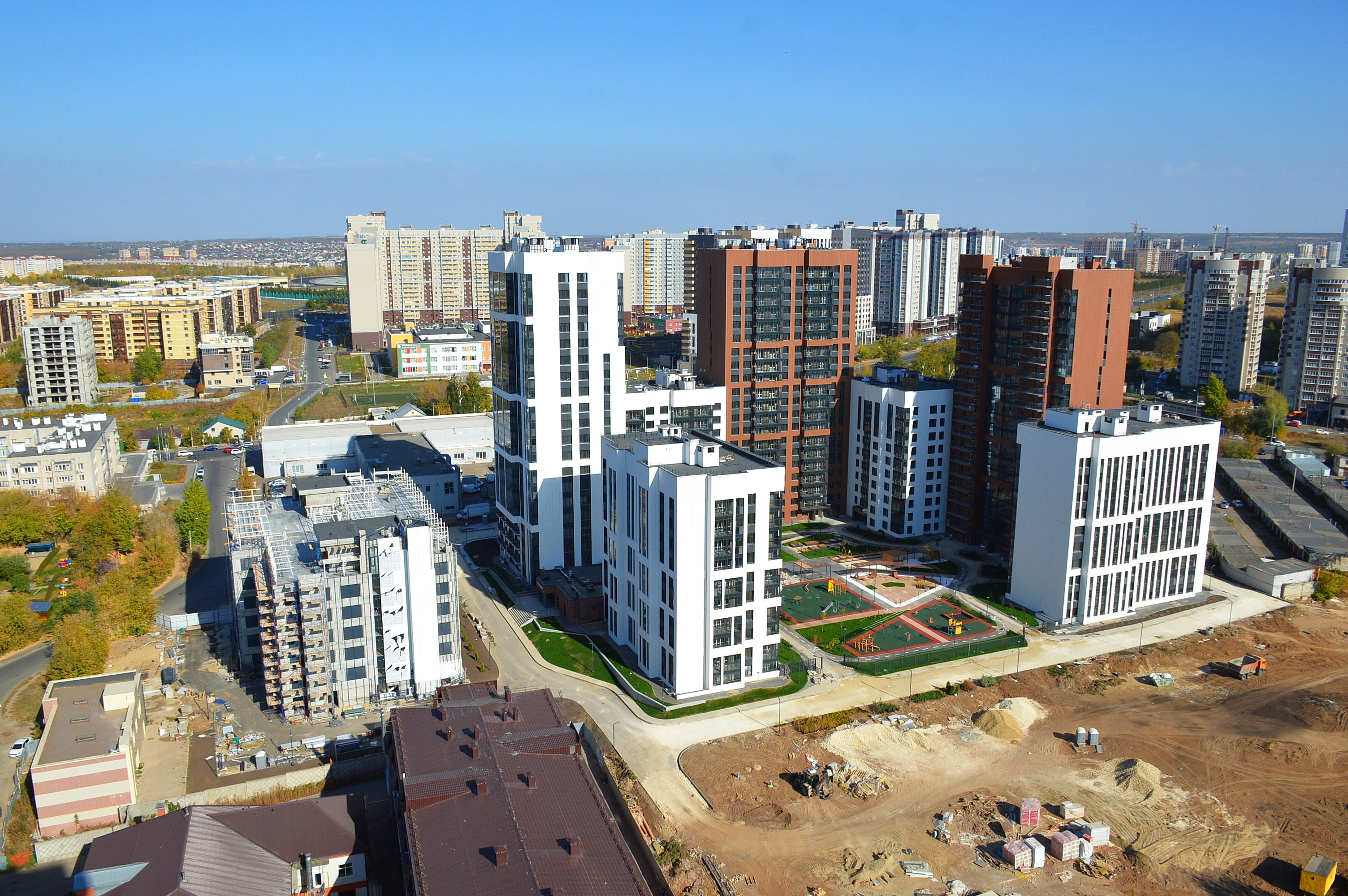
Жилой комплекс «Открытие»
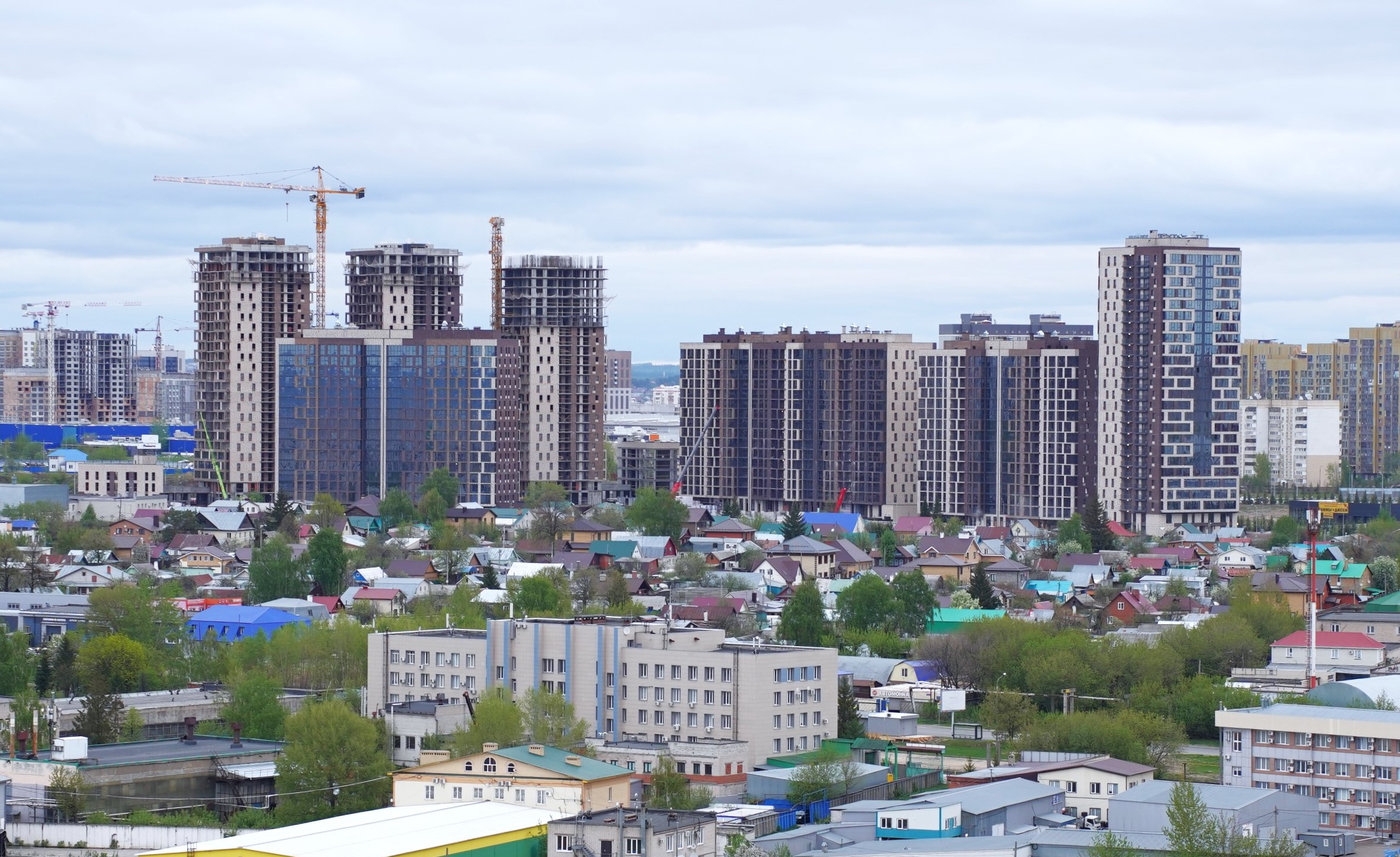
Жилой комплекс «Яратам»
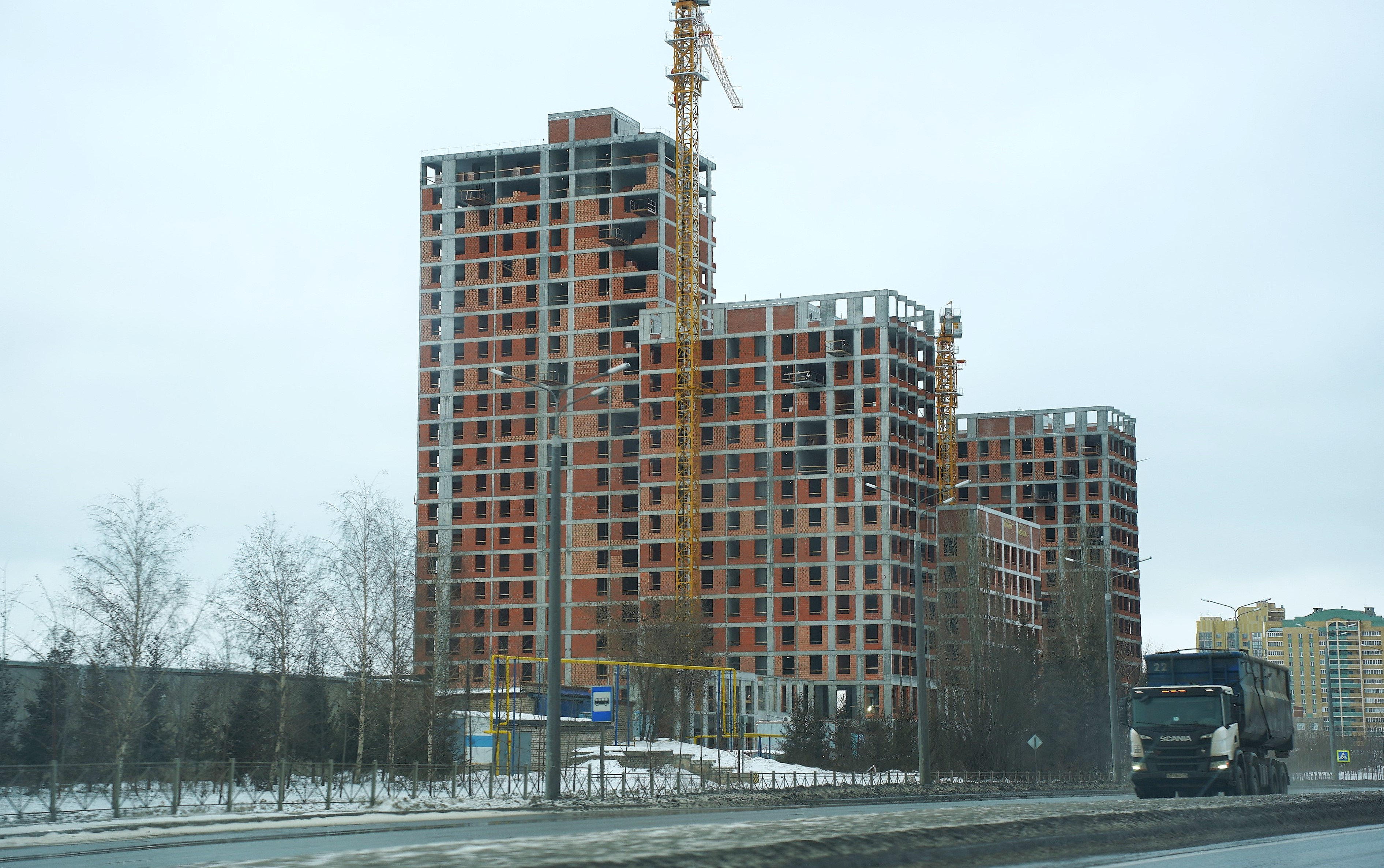
Строительство жилого комплекса «Вознесенский квартал»
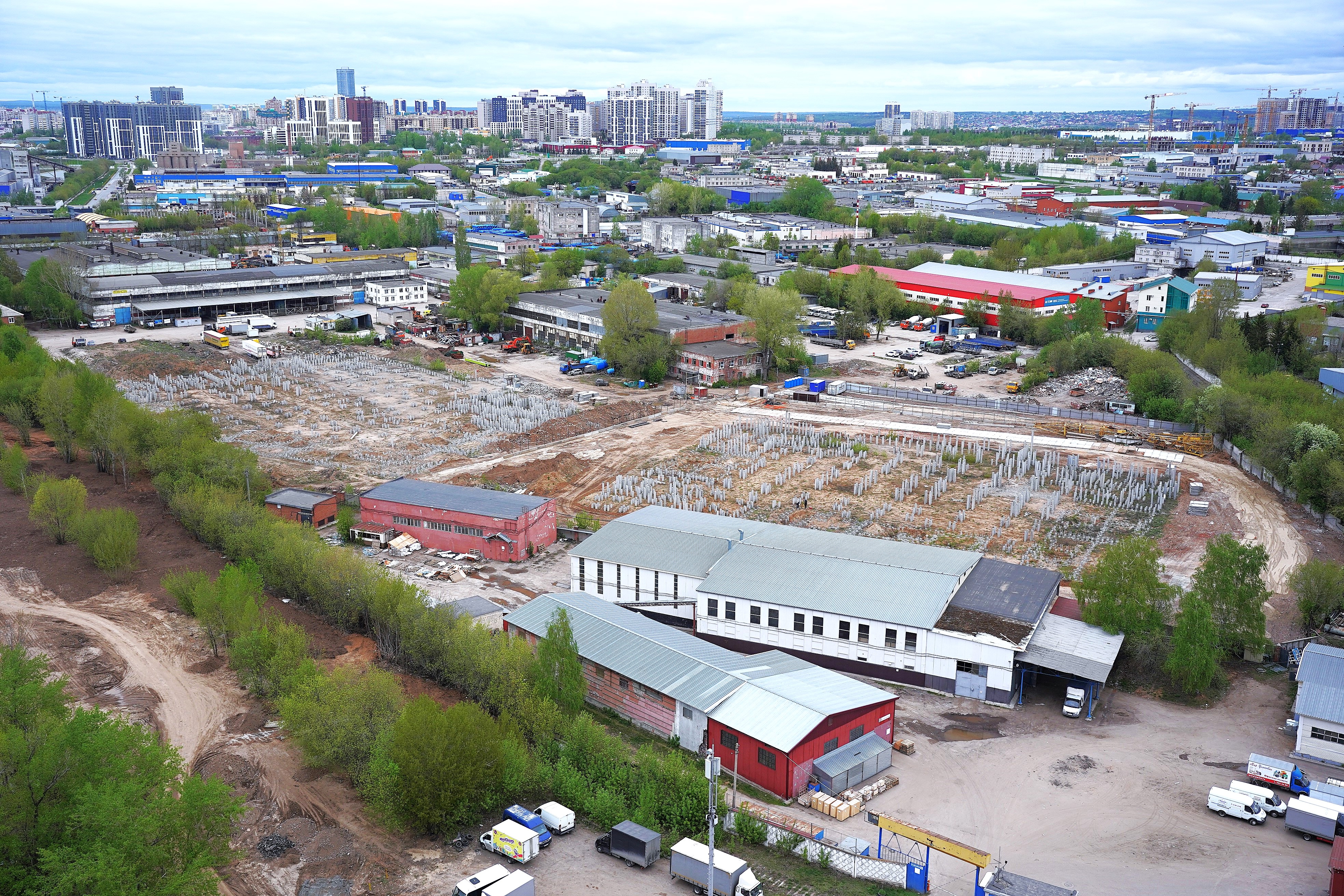
Начало строительства жилого комплекса «Притяжение»

## Памятник Ленину на улице Аделя Кутуя
55°46′08″ с. ш. 49°11′20″ в. д.

Данный памятник находится перед офисным зданием, в котором ранее находилось управление строительной компании ООО «Строймеханизация № 3» (ул. Аделя Кутуя, 161). В это место статуя Ленина была перенесена около 2010 года с улицы Габдуллы Тукая. Изначально памятник стоял рядом с Домом культуры меховщиков (ул. Габдуллы Тукая, 91), построенным в 1932—1937 годах. Есть основание предполагать, что эта статуя Ленина была установлена во второй половине 1930-х годов как элемент архитектурно-планировочной композиции территории ДК меховщиков. Перенос памятника на улицу Аделя Кутуя произошёл в связи с освобождением земельного участка, на котором он находился, под новую застройку.
Памятник Ленину на улице Аделя Кутуя является тиражированной статуей. Её автором является скульптор А. Л. Котихин. Первый такой памятник был установлен в 1925 году во Владимире; позже такие скульптуры устанавливались по всему СССР до 1960-х годов. На постаменте памятника Ленину, стоящего на улице Аделя Кутуя, установлена табличка с надписью: «Ленин».

## Памятник воинам, погибшим в Великую Отечественную войну (улица Аделя Кутуя)
55°46′50″ с. ш. 49°11′05″ в. д.

Этот памятник стоит на территории жилого комплекса «Мечта». Ранее это была территория Казанского комбината строительных материалов (ул. Аделя Кутуя, 86), известного с довоенного времени как Кирпичный комбинат «Строитель». Памятник посвящён его погибшим сотрудникам. 
Скульптура представляет собой стоящую на высоком постаменте фигуру советского солдата, держащего в правой руке автомат. На лицевой стороне постамента установлена памятная доска, на которой выбиты фамилии и инициалы погибших воинов (всего 72 человека). 
Памятник установлен в советское время.

## Памятник автобусу «ЛиАЗ-677»
20 сентября 2001 года перед зданием Пассажирского автотранспортного предприятия № 2 (ПАТП-2) был торжественной открыт памятник автобусу «ЛиАЗ-677». Это событие было приурочено к 25-летия со дня основания предприятия (1976 год; нынешний автопарк ПАТП-2 был построен в 1980-е годы).
В качестве памятника был установлен жёлтый автобус (популярный цвет окраски в советское время машин «ЛиАЗ-677»), который курсировал по 1 маршруту (пл. Куйбышева — пос. Дербышки). В советские годы ПАТП-2 специализировался на обслуживании автобусов «ЛиАЗ-677», в отличие от КПАТП-4, в парке которого были автобусы ЛАЗ (в 2023 году КПАТП-4 вошёл в состав ПАТП-2). 
Памятник «ЛиАЗ-677» простоял более 20 лет и был демонтирован в начале 2020-х годов из-за строительства перед ПАТП-2 продолжения улицы Назиба Жиганова (место его размещения попало в зону ведения работ). С тех пор этот автобус находится на территории ПАТП-2.

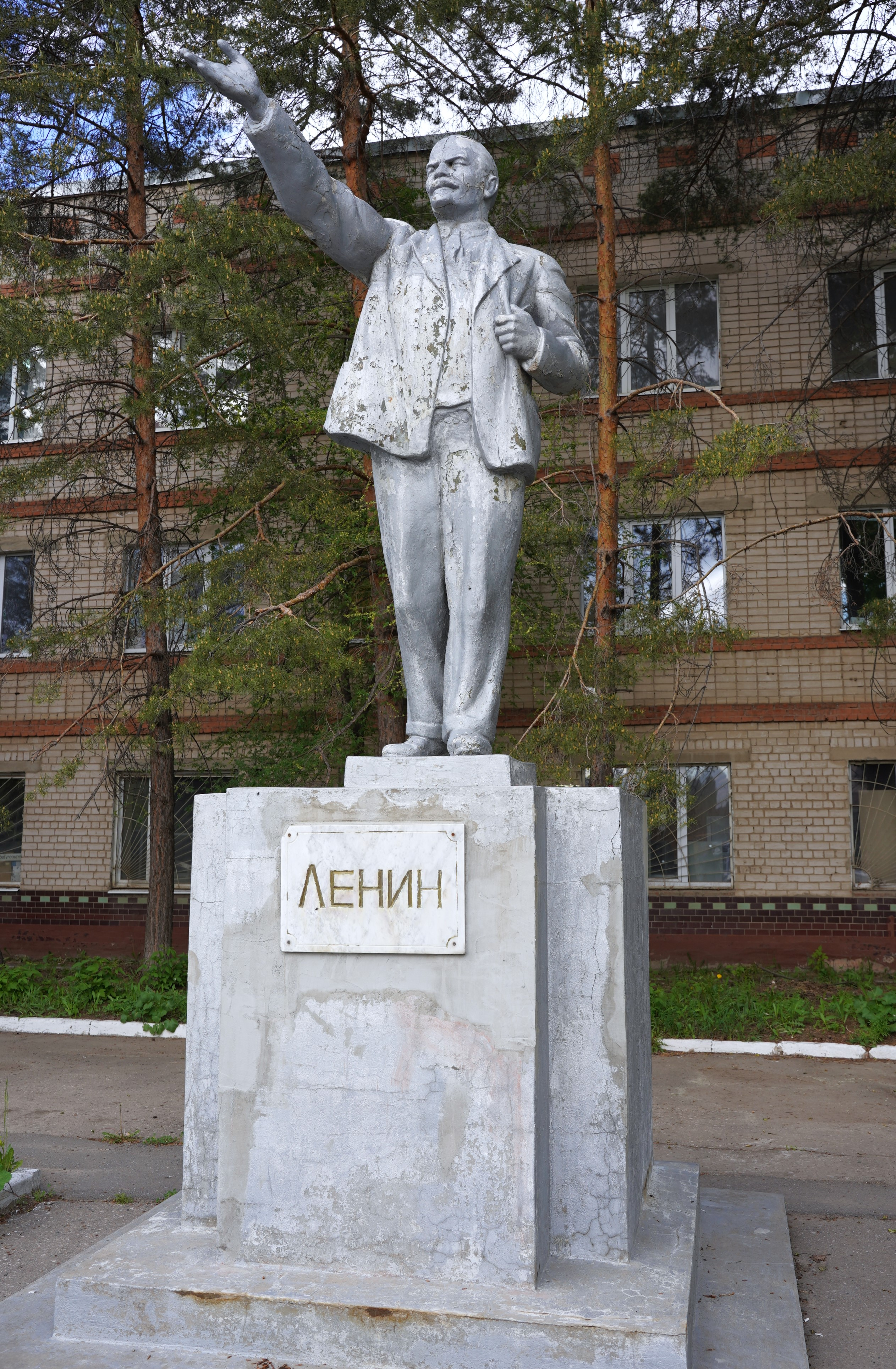
Памятник Ленину на улице Аделя Кутуя
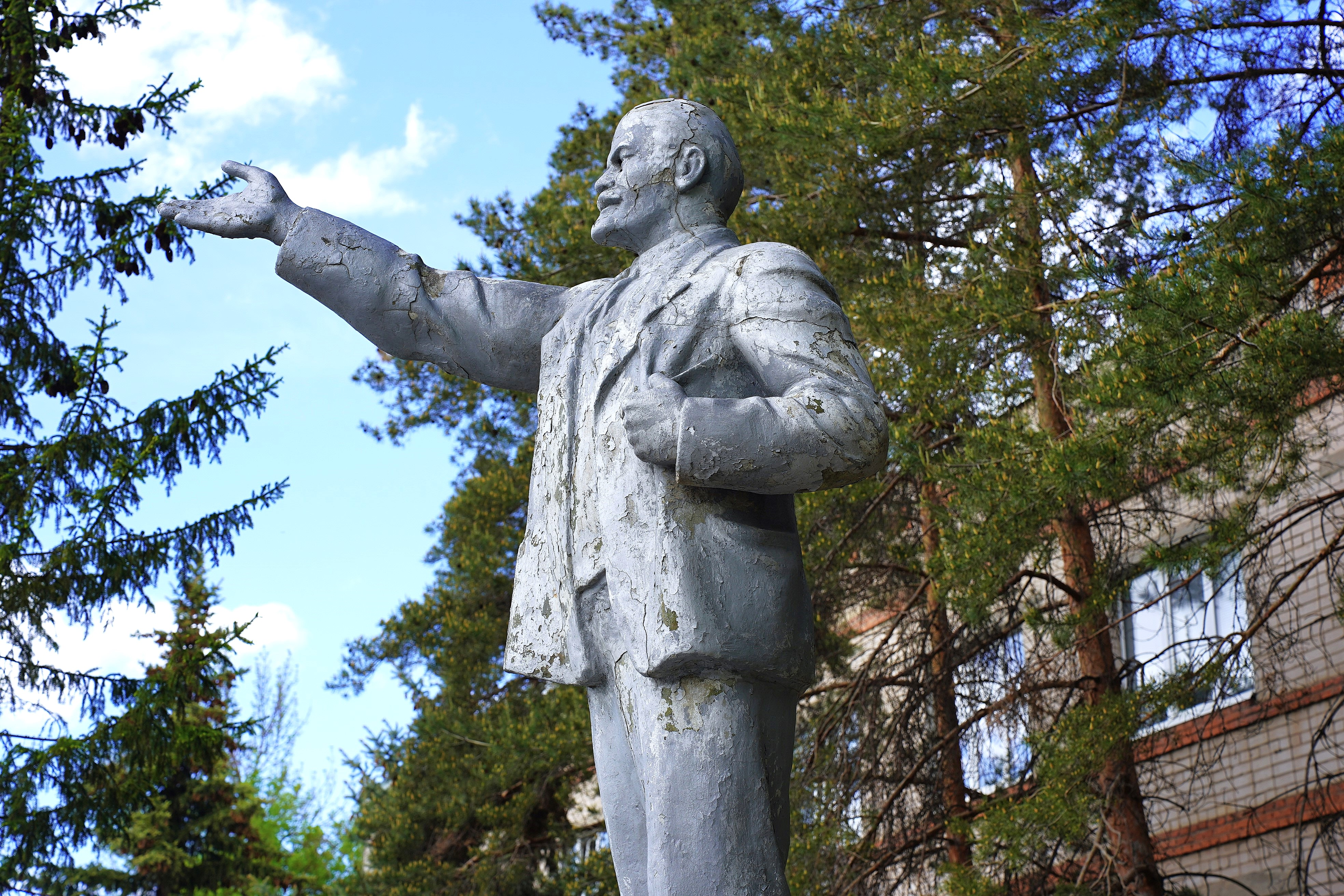
Памятник Ленину на улице Аделя Кутуя
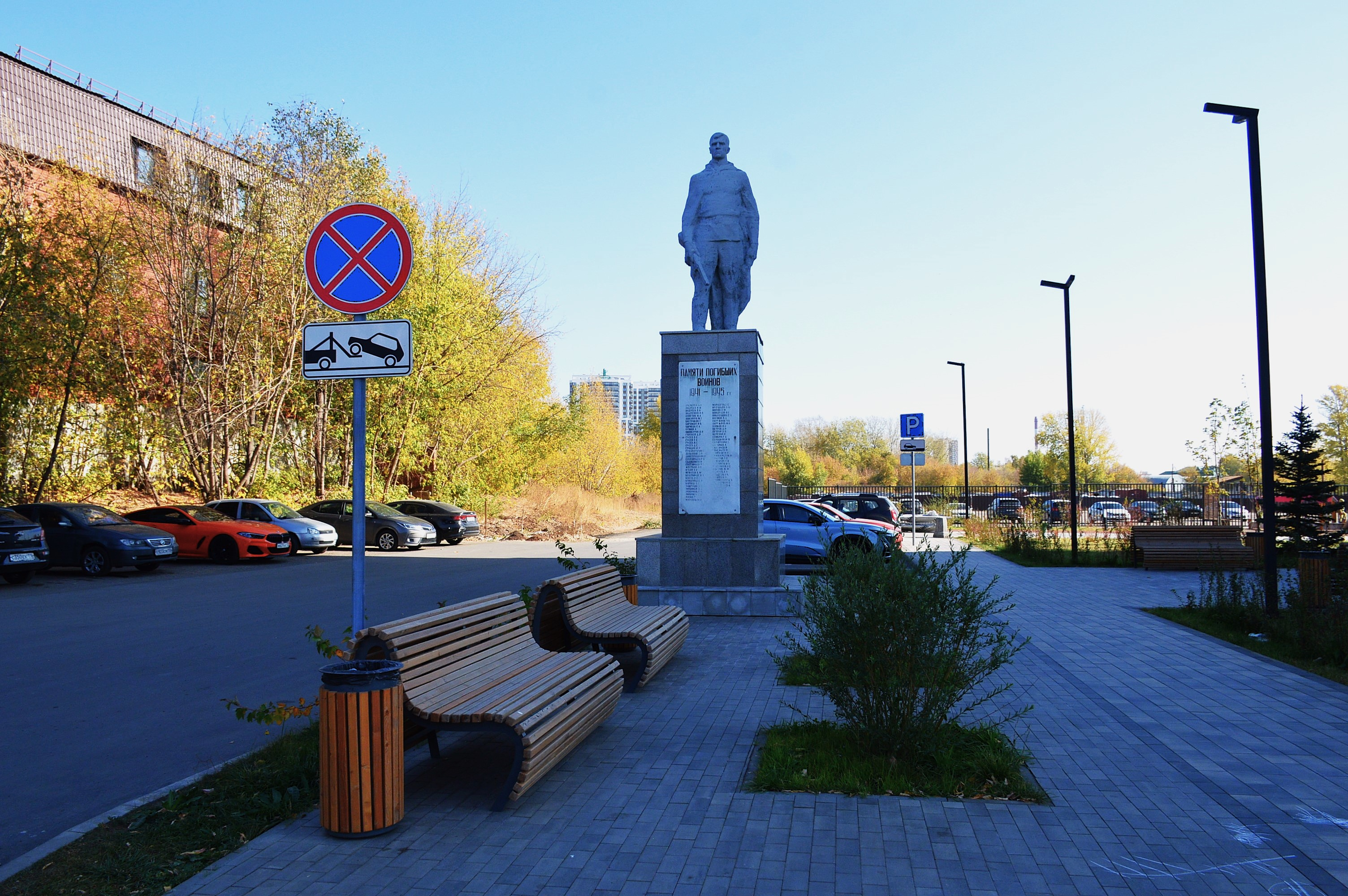
Памятник воинам, погибшим в Великую Отечественную войну (улица Аделя Кутуя)
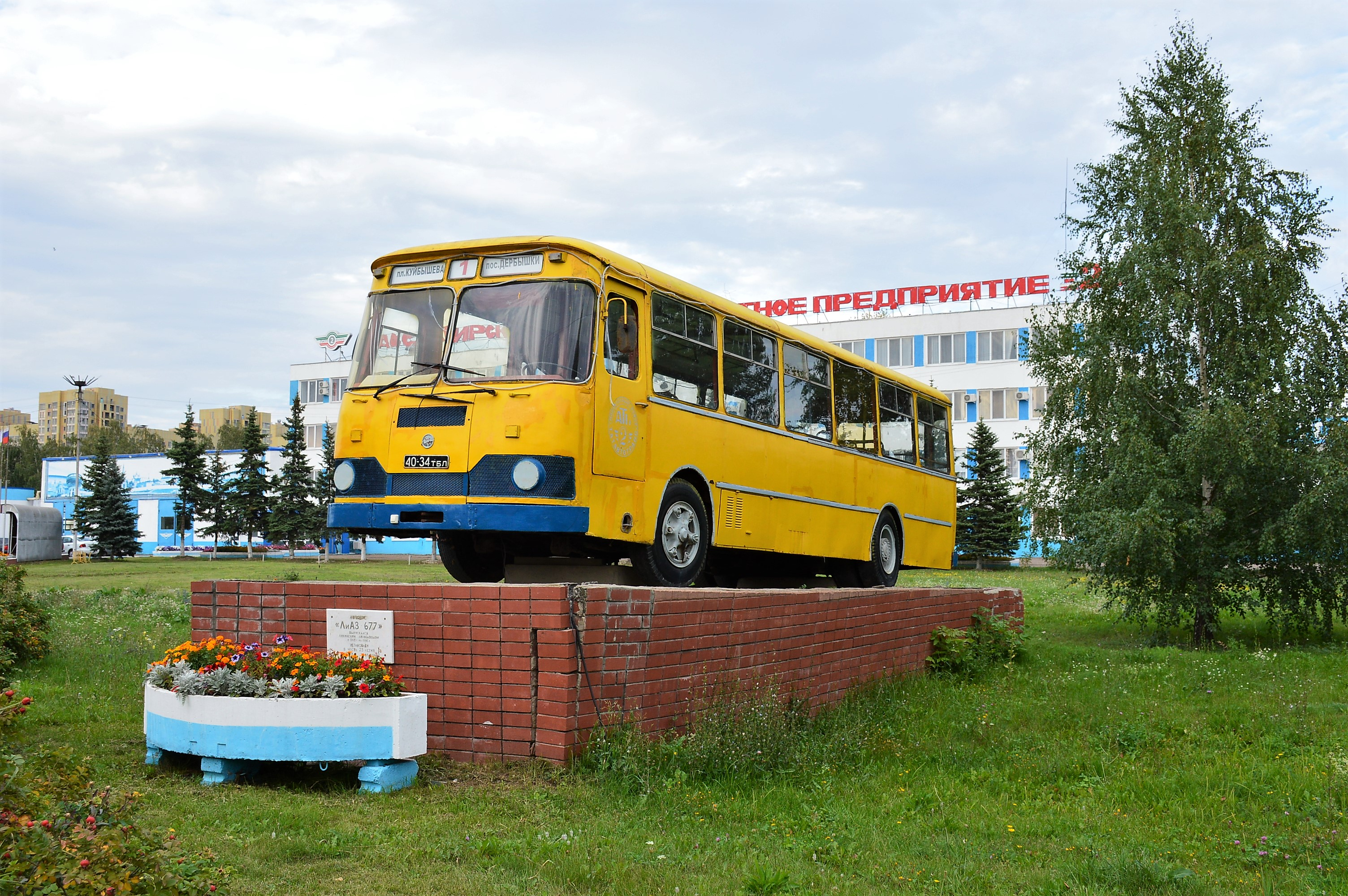
Памятник автобусу «ЛиАЗ-677» перед ПАТП-2
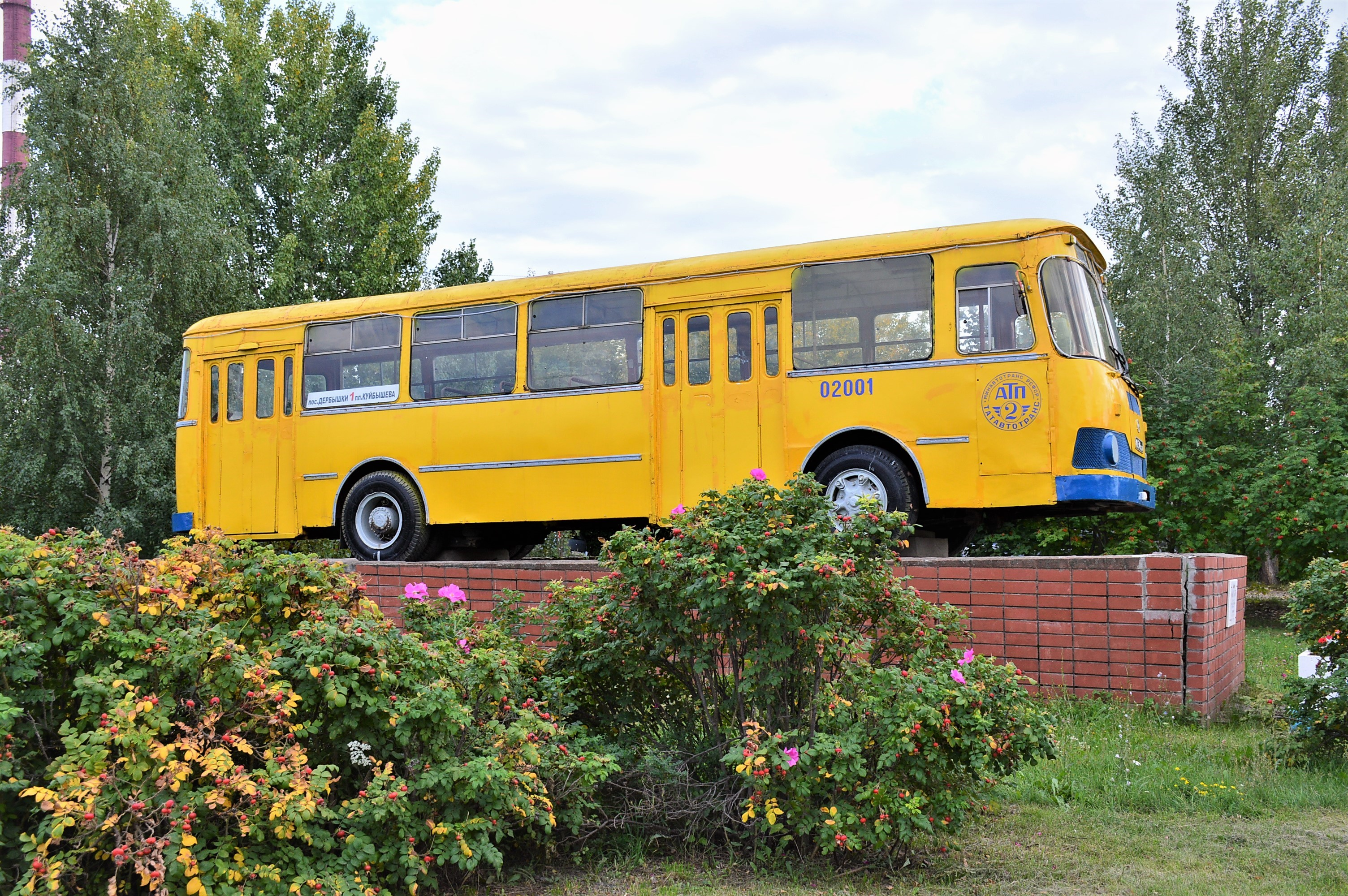
Памятник автобусу «ЛиАЗ-677» перед ПАТП-2
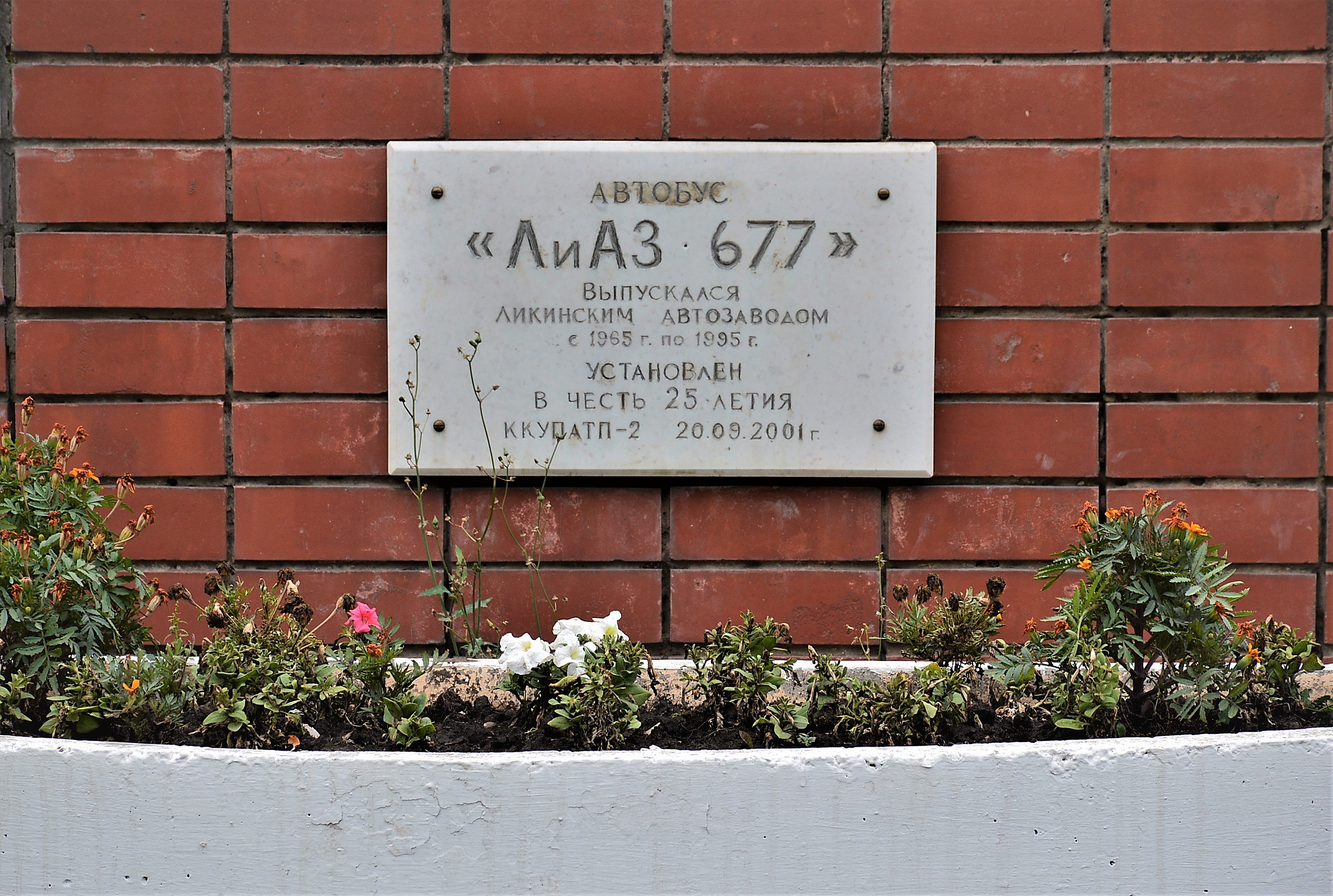
Информационная доска на памятнике автобусу «ЛиАЗ-677» перед ПАТП-2